# Prawa zwierząt

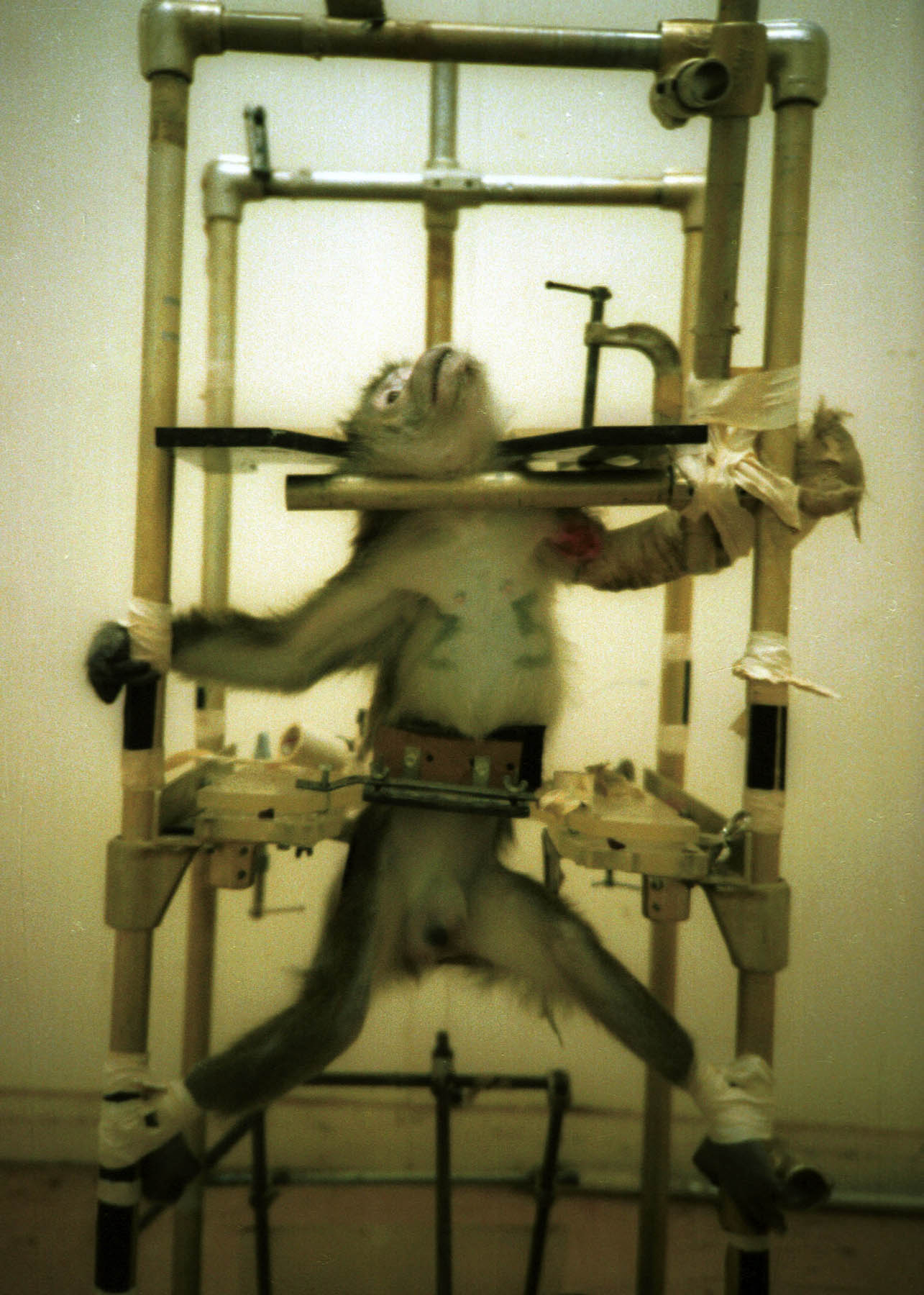
Makak wykorzystywany do eksperymentów w Institute of Behavioral Research w Silver Spring

Prawa zwierząt – idea, zgodnie z którą zwierzęta mają fundamentalne interesy lub prawa, które powinny być uszanowane tak samo, jak to się dzieje w przypadku podstawowych, analogicznych interesów ludzi. Według Encyklopedii Britannica, prawa zwierząt to moralne lub legalne prawa przypisywane zwierzętom, zazwyczaj ze względu na złożoność ich życia w sferze poznawczej, emocjonalnej i społecznej oraz ich zdolności do odczuwania fizycznego bądź emocjonalnego bólu lub przyjemności. Do zasadniczych praw zwierząt zalicza się najczęściej prawo do życia i prawo do wolności od cierpienia. Filozofowie uznający konieczność zmiany stosunku człowieka do zwierząt innych niż ludzie prezentują dużą różnorodność poglądów – od protekcjonizmu Petera Singera wyrastającego z filozofii utylitarystycznej, przez podejście oparte na niezbywalnych prawach preferowane przez Toma Regana do abolicjonizmu prezentowanego przez takich myślicieli jak np. Gary L. Francione.
Pomimo wielu różnic w ruchu praw zwierząt istnieje daleko idąca zgoda, że zwierzęta powinny być traktowane jako osoby i włączone do moralnej wspólnoty; że nie powinny być traktowane jak przedmioty, ale jak podmioty; że nie powinny być zabijane na pożywienie, wykorzystywane w eksperymentach medycznych czy rozrywce. Bardzo często praktycznym skutkiem przyjęcia idei praw zwierząt jest przejście na wegetarianizm lub weganizm.
Idea praw zwierząt zyskuje na uznaniu w świecie akademickim, co przejawia się uwzględnianiem ich w zajęciach z filozofii i etyki stosowanej. W 2010 roku w samych tylko Stanach Zjednoczonych i Kanadzie prawa zwierząt były wykładane w 125 szkołach prawniczych.
Krytycy idei praw zwierząt argumentują, że zwierzęta nie są zdolne do pojęcia umowy społecznej ani dokonywanie wyborów moralnych i z tego powodu nie mogą być postrzegane jako osoby ani też nie przysługują im żadne prawa. Przedstawicielem takiego poglądu był m.in. brytyjski filozof Roger Scruton, który twierdził, że skoro zwierzęta nie mają obowiązków, to nie przysługują im także prawa.
Stanowisko pośrednie zajmują głosiciele idei dobrostanu zwierząt (animal welfare), którzy uważają, że w samym wykorzystywaniu zwierząt jako zasobów nie ma nic fundamentalnie złego, o ile nie wiąże się ono z niepotrzebnym cierpieniem. Przykładem praktycznego zastosowania tego stanowiska są obowiązujące w wielu krajach przepisy mające na celu zapobieżenie okrucieństwu wobec zwierząt.

## Zarys idei
Prawa zwierząt opierają się na twierdzeniu, że zwierzęta są istotami czującymi, zdolnymi docenić wartość swojego życia i z tego względu należą im się prawa, które chroniłyby ich autonomię. Idea praw zwierząt odrzuca teorię mówiącą o użytkowej roli zwierząt, głoszącą, iż istniejące one po to, by służyć człowiekowi. Prawa zwierząt są terminem często mylonym z opieką nad zwierzętami, której istotą jest ochrona zwierząt przed cierpieniem.
Zwolennicy filozofii praw zwierząt zakładają zrównanie ludzi ze zwierzętami, jednak nie we wszystkich dziedzinach życia. Nie postulują np. nadania praw wyborczych zwierzętom, ale silnie podkreślają konieczność stopniowego powstrzymania wykorzystywania zwierząt jako środka do wytwarzania produktów spożywczych, ubioru, a także do rozrywki, naukowych badań czy jakiegokolwiek innego celu w sposób, który prowadziłby do rozporządzania nimi.

### Religie a prawa zwierząt

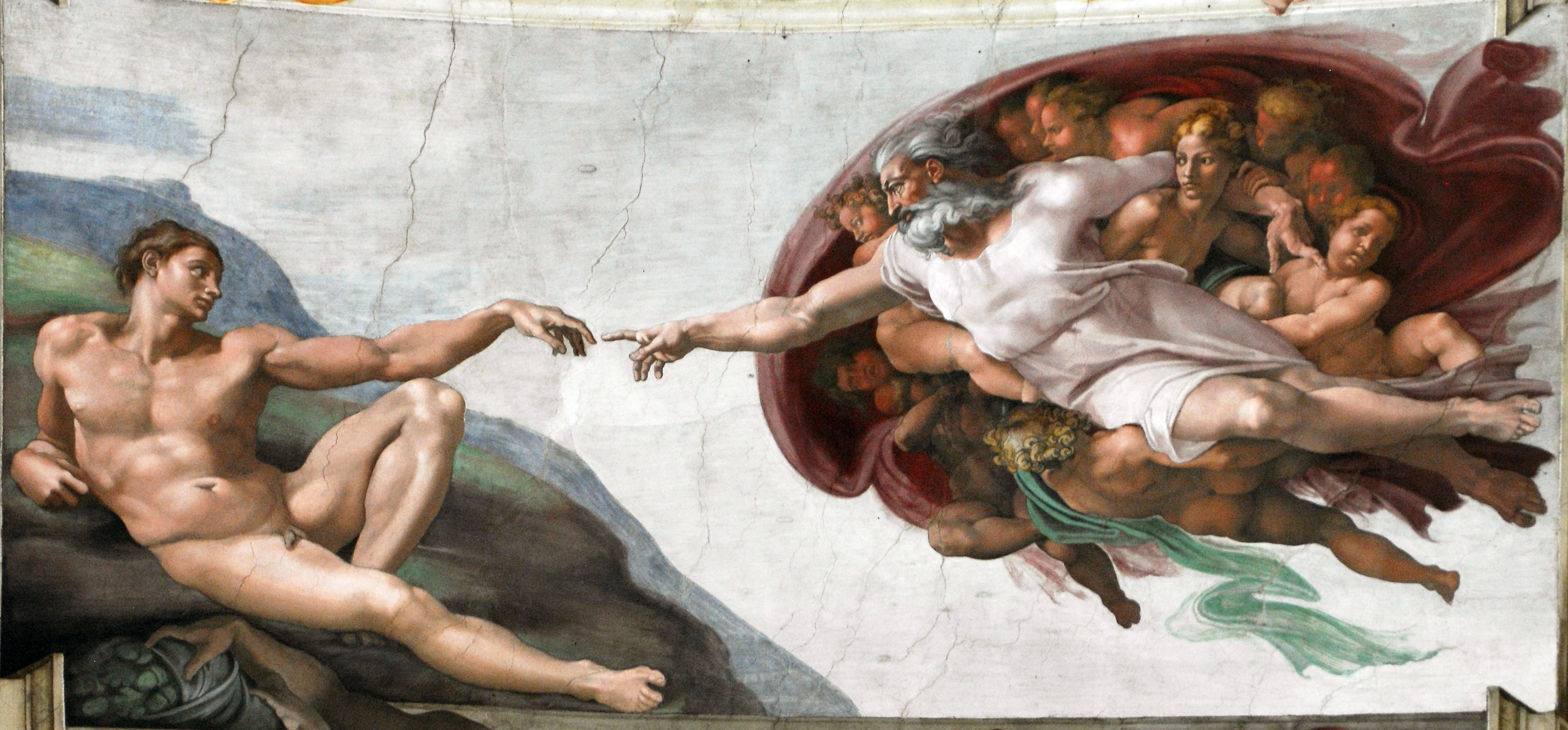
Stworzenie Adama autorstwa Michała Anioła. W Księdze Rodzaju mowa jest o władzy człowieka nad stworzeniem, ale też o wegetarianizmie istniejącym w stanie pierwotnej szczęśliwości

Chrześcijańskie dyskusje na temat praw zwierząt często odwołują się do dwóch fragmentów z Księgi Rodzaju. I tak przeciwnicy idei praw zwierząt opierający swoje przekonania na gruncie religijnym wskazują na Przymierze zawarte przez Boga z Noem, w którym zezwala on na jedzenie mięsa: „wszelkie zaś zwierzę na ziemi i wszelkie ptactwo powietrzne niechaj się was boi i lęka. Wszystko, co się porusza na ziemi i wszystkie ryby morskie zostały oddane wam we władanie. Wszystko, co się porusza i żyje, jest przeznaczone dla was na pokarm, tak jak rośliny zielone, daję wam wszystko”. Podkreśla się też, że Jezus Chrystus nie był wegetarianinem. Z kolei zwolennicy idei praw zwierząt powołują się na zapis w pierwszym rozdziale Księgi Rodzaju, gdzie opisany jest stan pierwotnej doskonałości tuż po stworzeniu. „I rzekł Bóg: «Oto wam daję wszelką roślinę przynoszącą ziarno po całej ziemi i wszelkie drzewo, którego owoc ma w sobie nasienie: dla was będą one pokarmem. A dla wszelkiego zwierzęcia polnego i dla wszelkiego ptactwa w powietrzu, i dla wszystkiego, co się porusza po ziemi i ma w sobie pierwiastek życia, będzie pokarmem wszelka trawa zielona». I stało się tak. A Bóg widział, że wszystko, co uczynił, było bardzo dobre”. Taki właśnie był pierwotny zamysł Stwórcy i do niego powinniśmy się odwoływać w pierwszej kolejności – argumentują chrześcijańscy wegetarianie. Dodają też, że przesłanie Nowego Testamentu podkreśla znaczenie miłosierdzia i konieczność wprowadzania pokoju z całym stworzeniem. W II połowie XX wieku coraz mocniej w myśli chrześcijańskiej zaczęto wskazywać na obowiązki człowieka względem innych istot niż ludzie. Papież Jan Paweł II w encyklice „Sollicitudo rei socialis” napisał:

„Panowanie, przekazane przez Stwórcę człowiekowi, nie oznacza władzy absolutnej, nie może też być mowy o wolności „używania” lub dobrowolnego dysponowania rzeczami. Ograniczenie nałożone od początku na człowieka przez samego Stwórcę i wyrażone w sposób symboliczny w zakazie „spożywania owocu drzewa” (por. Rdz 2, 16-17) jasno ukazuje, że w odniesieniu do widzialnej natury jesteśmy poddani prawom nie tylko biologicznym, ale także moralnym, których nie można bezkarnie przekraczać.”

Znacznie bardziej stanowczo wypowiada się na temat obowiązku chrześcijańskiego wegetarianizmu prof. teologii na University of Oxford, dyrektor Oxford Centre for Animal Ethics, anglikański duchowny Andrew Linzey.
Stosunkiem człowieka do zwierząt zajmowały się też buddyzm, hinduizm, dżinizm i islam. Buddyzm i hinduizm głosiły zasadę ahinsy – nakazującej poszanowanie wszelkiego życia, zalecającej niezabijanie i niezadawanie obrażeń cielesnych żadnym istotom żywym: ludziom, zwierzętom, a w dżinizmie także roślinom i Ziemi. Ahinsa jest powiązana z koncepcją reinkarnacji, która głosi, że ludzie mogą po śmierci wcielić się z inne byty, w tym np. zwierzęta. Wszystko zależy od karmy, na którą może wpłynąć też sposób traktowania zwierząt.
Filozofia buddyzmu charakteryzuje człowieka jako jeden tylko z wielu gatunków istot żywych i nie przyznaje ludziom żadnych szczególnych uprawnień do eksploatowania świata roślinnego i zwierzęcego. Sprzeciwia się zdecydowanie tym nurtom filozofii zachodniej, które usiłują usprawiedliwiać agresywną dominacje człowieka nad przyrodą.
Z kolei islam dopuszcza zabijanie zwierząt, ale robienie tego bez przyczyny lub w sposób okrutny jest zakazane. Z drugiej strony rytualny ubój dokonuje się bez znieczulenia, przy pełnej świadomości zwierzęcia. Koran wprowadza też ograniczenia dotyczące spożywania mięsa poszczególnych zwierząt: „Zakazane wam jest: padlina, krew i mięso świni; to, co zostało poświęcone na ofiarę w imię czegoś innego niż Boga; zwierzę zaduszone, zabite od uderzenia, zabite na skutek upadku, zabite na skutek pobodzenia i to, które pożerał dziki zwierz – chyba że zdołaliście je zabić według rytuału – i to, co zostało ofiarowane na kamieniach”.

## Pozycja zwierząt w społecznościach plemiennych
W wielu społecznościach plemiennych status zwierząt był (lub jest) porównywalny do statusu ludzi. U Ifugao, grupy etnicznej żyjącej na Luzonie, zwierzęta domowe traktowane są jak członkowie gospodarstwa domowego. Zabicie zwierzęta traktowane jest analogicznie do zabicia człowieka. Podobnie w plemieniu Komanczów traktowane było zabicie konia. Pociągało ono za sobą krwawą zemstę. Wczesne społeczeństwa ludzkie dostrzegały duchową ciągłość między sobą a innymi zwierzętami. Wierzyły one, że ludzie i zwierzęta (a także rośliny i obiekty nieożywione) mają duszę i świadomość i że zwierzęta mają nawet osobne ludzkie ciała. Niektórzy ludzie potrafili czasowo przeistaczać się w inne zwierzęta; niektóre zwierzęta posiadały szamańskie moce. W opowieściach o stworzeniu świata pierwsi ludzie bywali często potomkami innych zwierząt albo otrzymywali od nich pomoc. Mitologia Kayapo, ludu, który do dziś żyje w brazylijskiej Amazonii, mówi, że to szczur pokazał ludziom kukurydzę. Takie wierzenia nie powstrzymywały ludzi przed zabijaniem zwierząt - przeciwnie, owe społeczności opierały się na myślistwie. Jednak przynajmniej teoretycznie, uznawały też, że powinny je szanować i się o nie troszczyć. Podobny punkt widzenia można znaleźć do dziś wśród wielu tubylczych ludów od Kanady po Kalahari. Opiera się on częściowo na przekonaniu, że brak szacunku dla zwierząt przynosi ludziom bezpośrednie negatywne konsekwencje. Nuty takich animistycznych poglądów przeniknęły do myśli hinduistycznej oraz buddyjskiej i przygotowały grunt pod zachodni ruch wegetariański.

## Historia praw zwierząt w społeczeństwach zachodnich

### Starożytność
Debata na temat tego, jak ludzie powinni traktować zwierzęta, nie zaczęła się w połowie XX wieku, ale znacznie wcześniej – można prześledzić jej historię aż od starożytności. Idea wykorzystywania zwierząt przez ludzi na pożywienie, dla ubioru czy w rozrywce ma w kulturze europejskiej kilka źródeł. Po pierwsze, w opartym na teologii chrześcijańskiej stwierdzeniu, że istnieje uświęcona hierarchia, a ludzie mają panować nad zwierzętami. Choć taki obraz człowieka-władcy absolutnego przetrwał stulecia, w XX wieku został zakwestionowany przez takich teologów jak np. Andrew Linzey, były profesor teologii na University of Oxford. Od starożytności obowiązywał też pogląd, że zwierzęta są gorsze, bo nie potrafią rozumować, nie używają języka (poglądy zakwestionowane w XX i XXI wieku) i w związku z tym należy przywiązywać do ochrony ich interesów mniejszą lub zgoła żadną wagę. Do negowania obowiązków człowieka wobec zwierząt doprowadziło też przekonanie, że pojedyncze zwierzęta nie posiadają swojej tożsamości, np. że konkretna świnia czy konkretny koń nie są odrębnymi indywiduami, posiadającymi indywidualną osobowość, a jedynie przykładami jednostkowymi zwierzęcia należącego do danej klasy (w tym przypadku świń czy koni). To z kolei doprowadziło do stwierdzenia, że wykorzystywanie pojedynczych zwierząt jest dopuszczalne, o ile nie jest zagrożony gatunek jako całość.

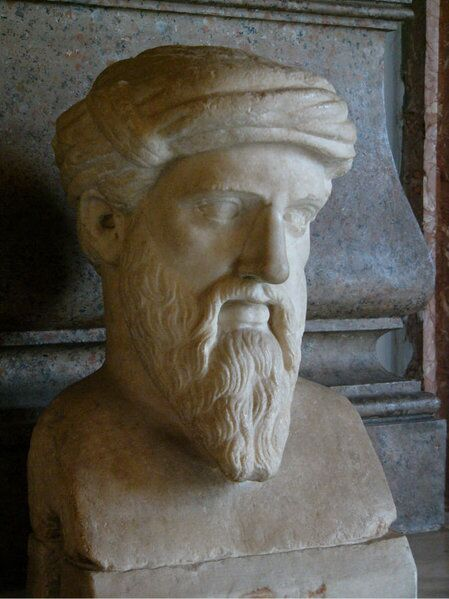
Pitagoras – rzeźba w muzeum na Kapitolu

Spośród filozofów starożytnych problemem relacji ludzi i zwierząt zajmował się Pitagoras. Argumentował on, że zwierzętom należy się szacunek i ochrona, ponieważ one i ludzie mają taką samą duszę, która jest nieśmiertelna i podlega transmigracji (gr. metempsychoza). Pitagoras sam był wegetarianinem. Wykupował też ponoć zwierzęta po to, żeby wypuścić je na wolność.
Na sytuacji zwierząt na wiele wieków zaciążył pogląd Arystotelesa. Arystoteles głosił teorię hierarchii bytów. I tak rośliny istniały po to, żeby być zjadane przez zwierzęta; zwierzęta z kolei istnieją na użytek człowieka. W przeciwieństwie do niektórych filozofów nie uważał on, że zwierzęta i ludzi dzieli nieprzekraczalna jakościowa granica, a raczej, że jest to granica ilościowa. Jednak odmawiał im racjonalności i moralnej równości. „Rośliny istnieją dla zwierząt, zwierzęta zaś dla człowieka, a mianowicie oswojone ze względu na usługi i pożywienie, spośród dzikich zaś, jeśli nie wszystkie, to przecież największa część, ze względu na pożywienie i pewną pomoc, by można z nich mieć i odzież, i inne rzeczy użyteczne. Jeśli więc natura nic nie stwarza bezcelowo i bezużytecznie, to musiała wszystko to stworzyć dla ludzi” – pisał w Polityce Stagiryta. Arystoteles twierdził, że wszystkie istoty pozbawione zdolności kontemplacyjnej stoją niżej od człowieka, który jest bezpośrednio spokrewniony z Bogiem, a życie roślinne i zwierzęce istnieć może tylko w celu zabezpieczenia życia człowieka.

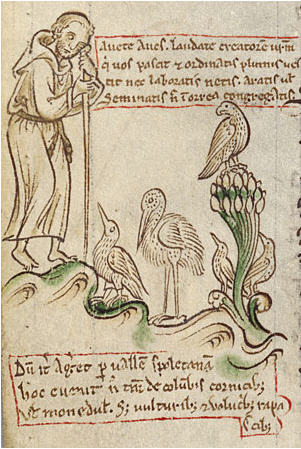
Św. Franciszek głosi kazanie ptakom (XIII w.)

Z Arystotelesem nie zgadzał się jego uczeń i przyjaciel – Teofrast. Według niego powinniśmy zaprzestać jedzenia mięsa, bo zabijanie zwierząt ograbia je z życia i dlatego jest niesprawiedliwe. Twierdził też, że zwierzęta potrafią rozumować i odczuwać tak, jak ludzie. W kulturze zachodniej to jednak poglądy Arystotelesa okazały się zwycięskie, tym bardziej że współgrały z chrześcijańską koncepcją hierarchii bytów.
Cyceron dowodził, że na ludziach nie ciąży obowiązek ochrony zwierząt, wszak nie są one istotami racjonalnymi.

### Średniowiecze
W chrześcijaństwie dominuje pojęcie człowieka-korony stworzenia i koncepcja hierarchii bytów przejęta przez św. Tomasza z Akwinu od Arystotelesa. „Otóż taki jest porządek w świecie, że rzeczy mniej doskonałe służą bytom doskonałym (...). Tak więc rzeczy, które tylko żyją, czyli rośliny, służą za pokarm zwierzętom, zwierzęta zaś są dla ludzi” – pisze Akwinata w „Sumie teologicznej”. Takie myślenie charakteryzowało średniowieczną myśl Zachodnią. Choć kilku myślicieli chrześcijańskich – w tym np. św. Franciszek z Asyżu – podkreślało obowiązek traktowania zwierząt z szacunkiem ze względu na to, iż są one częścią stworzenia chcianą przez Boga, ich poglądy pozostały na marginesie. Dominującą kategorią była kategoria absolutnego panowania człowieka nad zwierzętami, a nie (zyskująca w ostatnich dziesięcioleciach coraz większą popularność) kategoria troskliwego i opiekuńczego namiestnictwa z woli Boga. Przez setki lat w Europie panował pogląd, że ludzie zasadniczo różnią się od zwierząt. Podział ten nabrał z gruntu teologicznego charakteru. W przeciwieństwie do kultur, które przypisywały zwierzętom udział w powstaniu człowieka, Biblia oskarżała węża o skuszenie Ewy. Stawiała wyraźną granicę między ludźmi a „bezrozumnymi stworami”. Warto zwrócić uwagę, że nawet św. Franciszek – uważany za największego przyjaciela zwierząt w teologii chrześcijańskiej – nie był wegetarianiem, a i dziś Kościół nie propaguje takiej postawy.

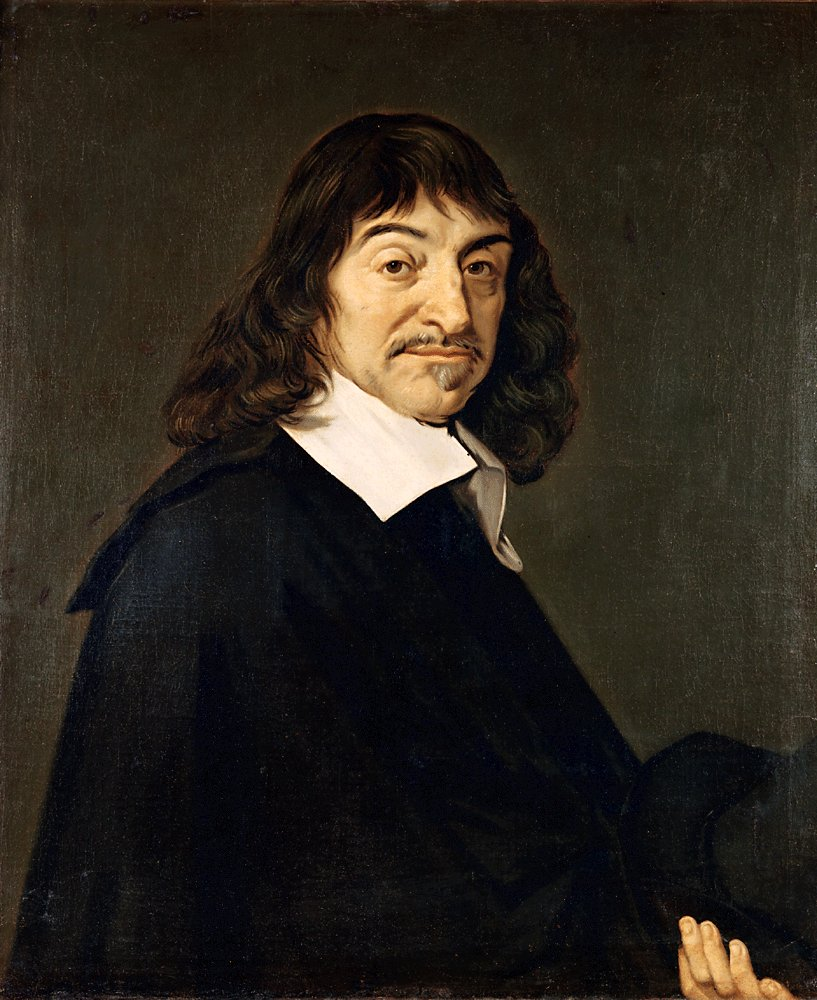
Kartezjusz wywarł ogromy wpływ na to, w jaki sposób przez wieki ludzie myśleli o zwierzętach

### XVII wiek

#### Zwierzęta jakoautomata
W XVII wieku wielki wpływ na ówczesną filozofię wywarł Kartezjusz. Jego Medytacje o pierwszej filozofii (Meditationes de prima philosophia) wydane w 1641 roku, aż do XX wieku wywierały ogromny wpływ na traktowanie zwierząt przez ludzi. Kartezjusz zaproponował mechanistyczną teorię wszechświata i sprowadził zwierzęta do roli automatów (automata).
Rozum dla Kartezjusza był oddzielną substancją, elementem wykraczającym poza fizyczną rzeczywistość (dualizm kartezjański). Ponieważ zdaniem Kartezjusza zwierzęta go nie posiadają, to są tylko automatami – istotami nieposiadającymi duszy, działającymi automatycznie, niemyślącymi. Mogą widzieć, słyszeć i czuć, ale nie są w żaden sposób świadome. Nie czują też bólu ani cierpienia. Do tego bowiem potrzebny byłby rozum, którego nie mają. Z tego też powodu zwierzęta nie cierpią (gdy zadaje im się ból), a jedynie automatycznie reagują na bodziec zewnętrzny; nie używają języka, a jedynie wydają dźwięki. Niektórzy z europejskich filozofów uważali, że szacunek dla zwierząt może być wręcz niebezpieczny. Kartezjusz przekonywał, że gdyby ludzie uznali, iż mają taką samą duszę jak „bydlęta”, stwierdziliby, że „nie mamy niczego obawiać się ani spodziewać po śmierci, nie więcej niż muchy i mrówki”. Holenderski filozof Baruch Spinoza obawiał się, że życzliwe nastawienie do zwierząt sprawi, iż ludzie zaczną myśleć o sobie jako o zwierzętach - stwarzając zagrożenie dla całej cywilizacji. Kartezjuszowa próba bagatelizowania innych zwierząt jako bezdusznych „automatów” nie przetrwała kontaktu z nauką. Wiedział on, że ludzie i „bydlęta” mają bardzo podobne narządy. 250 lat później Darwin wykazał, że ludzie i inne zwierzęta mają nie tylko podobne mózgi ale i wspólne pochodzenie.

#### Pierwsze prawa chroniące zwierzęta w krajach anglojęzycznych

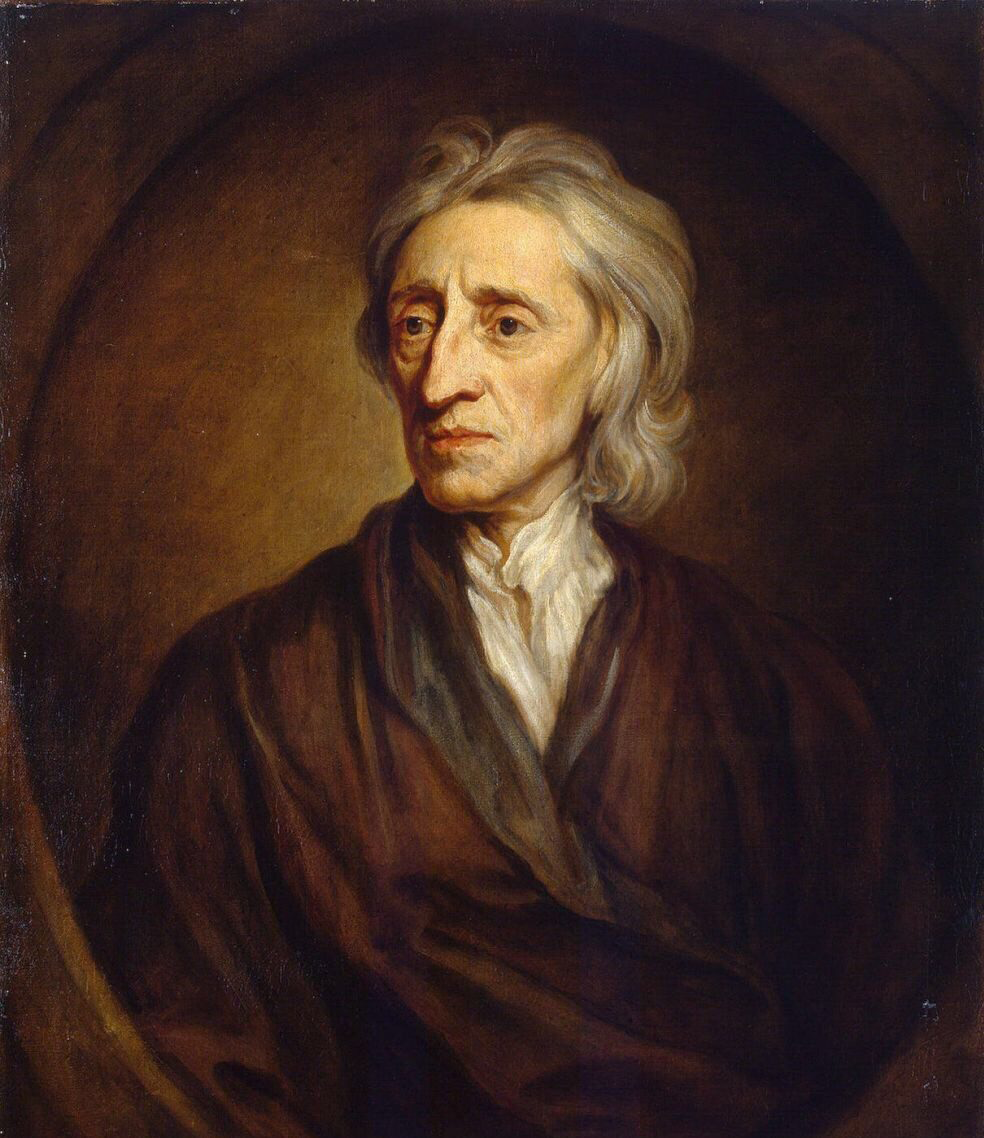
John Locke opowiadał się przeciwko okrutnemu traktowaniu zwierząt, ale tylko ze względu na zgubne skutki takiego zachowania dla człowieka

XVII wiek to także okres, kiedy pojawiły się pierwsze ustawy zakazujące okrucieństwa wobec zwierząt. Jak pisze Richard D. Ryder, przełom nastąpił w Irlandii w 1635 roku. Wtedy to zakazano znęcania się nad owcami i zaprzęgania koni do pługów za ogon. W tym samym roku, gdy wydano „Medytacje” Kartezjusza, w Ameryce Północnej w Massachusetts Bay Colony przyjęto prawo zakazujące „tyranii i okrucieństwa” w stosunku do zwierząt przetrzymywanych na użytek człowieka. Stało się do dzięki Nathanielowi Wardowi, prawnikowi, purytańskiemu duchownemu, absolwentowi University of Cambridge. Podobne przepisy purytanie przegłosowali także w Wielkiej Brytanii. Ustawy dające pierwszą prawną ochronę zwierzętom w Anglii wprowadzono za czasów rządów Olivera Cromwella podczas angielskiej wojny domowej. Cromwell nie lubił krwawych sportów, w szczególności walk kogutów, psów i szczucia byków. Dla wielu purytanów powiązane one były z hazardem, pijaństwem i lenistwem i jako takie potępiane. Jednak zakazano tych praktyk nie tylko ze względu na ludzką moralność, ale także ze względu na reinterpretację w nowym świetle biblijnej Księgi Rodzaju. Jak pisze Katheen Kete, część z nich rozumiała panowanie w kategoriach odpowiedzialnego namiestnictwa, a nie władzy absolutnej. Prawa uchwalone przez Cromwella zostały uchylone po restauracji Stuartów, gdy na tronie zasiadł Karol II. Szczucie byków było legalne przez następne 162 lata, do 1822 roku. Kiedy arystokracja odwróciła się od tego procederu, krytyków szczucia wyszydzano jako przeciwników rozrywki klasy robotniczej.

#### 1693 – John Locke
Pod koniec XVII wieku John Locke sprzeciwił się okrutnemu traktowaniu zwierząt, ale tylko z powodu negatywnych następstw, jakie pociąga ono dla ludzi. Jednak w przeciwieństwie do Kartezjusza w swoich „Myślach o wychowaniu” z 1693 zawarł tezę, że zwierzęta czują i że niepotrzebne zadawanie im cierpienia jest moralnie złe. Złe jest jednak ze względu na właściciela zwierzęcia, który może ponieść straty z tego tytułu bądź też ze względu na szkodę, jaką czyni sobie osoba postępująca w ten sposób. Podczas dyskusji na temat wychowania dzieci napisał on, że „torturowanie bądź zabijanie [przez nie] zwierząt utwardzi ich umysły nawet w stosunku do ludzi”.

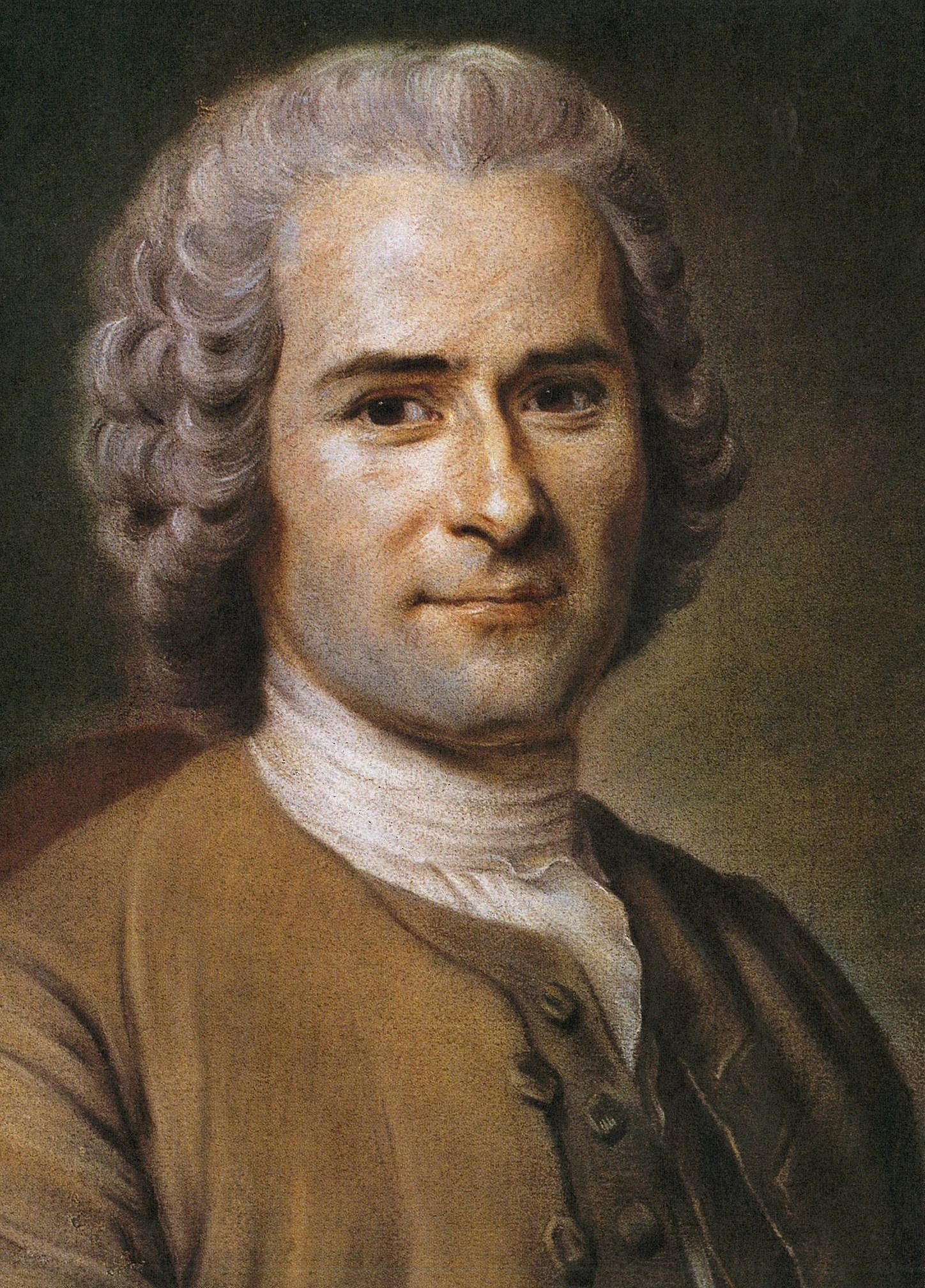
Jean-Jacques Rousseau argumentował, że zwierzęta posiadają prawa naturalne, ponieważ są świadome

### Wiek XVIII

#### Rousseau – pewność co do świadomości, ale nie co do rozumności
Jean-Jacques Rousseau (1712–1778) w „Rozprawie o pochodzeniu i podstawach nierówności” z 1754 roku stwierdził, że zwierzęta powinny być objęte prawem naturalnym; nie dlatego, że są rozumne, ale dlatego, że są świadome: „[Tutaj] kończymy długie kłótnie dotyczące uczestnictwa zwierząt w prawie naturalnym: bo jest jasne, że będąc pozbawionymi inteligencji i wolności, nie mogą rozpoznać prawa; skoro jednak uczestniczą w pewnej mierze w naszej naturze, w wyniku zdolności do odczuwania, którą są obdarzone, powinny mieć udział w prawie naturalnym; zatem ludzkość ma pewnego rodzaju obowiązki nawet w stosunku do zwierząt”.

#### Kant – człowiek celem, zwierzęta środkiem
Immanuel Kant (1724–1804), podobnie jak Locke, sprzeciwił się twierdzeniu, że ludzie mają obowiązki w stosunku do zwierząt. Dla Kanta okrucieństwo wobec zwierząt było złe wyłącznie z tego powodu, że jest ono też złe dla ludzkości jako takiej. Argumentował on w 1785 roku, że ludzie mają obowiązki tylko w stosunku do ludzi i że okrucieństwo wobec zwierząt jest sprzeczne z obowiązkiem człowieka wobec niego samego, bo tłumi w nim uczucie sympatii dla cierpienia i w związku z tym osłabia naturalną tendencję, która jest bardzo przydatna w moralności w stosunku do innych ludzi. „Zwierzęta są tylko środkiem do celu. Celem jest człowiek” – napisał Kant.

#### 1789 – Benthamowski przełom

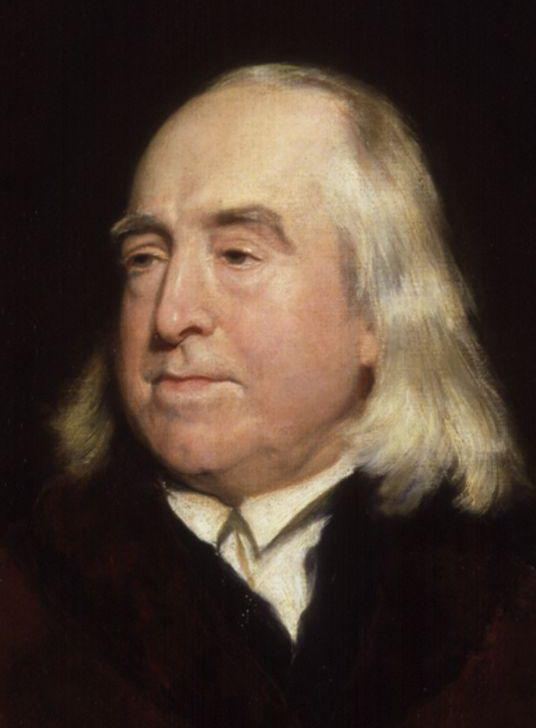
Jeremy Bentham, jeden z ojców utylitaryzmu

Wśród powszechnych poglądów uznających podrzędny status zwierząt, wyjątkowością odznaczało się stanowisko Jeremy’ego Benthama – jednego z ojców współczesnego utylitaryzmu. Choć wyraźnie sprzeciwiał się koncepcji praw naturalnych, idąc za Rousseau, argumentował, że to zdolność do odczuwania cierpienia, a nie rozumność, powinna być wyznacznikiem tego, w jaki sposób traktujemy inne istoty. W 1789 roku napisał słynne słowa, odnosząc się do faktu, że Francuzi znieśli u siebie niewolnictwo, a w brytyjskich koloniach wciąż ono obowiązywało:
„Oby nadszedł dzień, gdy reszta żywych stworzeń otrzyma prawa, których mogła pozbawić ich tylko ręka tyranii. Francuzi już doszli do tego, że nic nie usprawiedliwia pozostawienia bez ratunku ludzkiej istoty, dlatego tylko, że ma czarną skórę, na łaskę i niełaskę kata. Oby na nadszedł dzień, gdy wszyscy uznają, iż liczba nóg, włochatość skóry lub to, jakie zakończenie ma os sacrum, nie są również argumentami przekonywającymi, aby wolno było doznającą uczuć istotę wydać na męczarnie. Ze względu na co można by wytyczyć nieprzekraczalną granicę? Byłożby to ze względu na zdolność do rozumowania lub może dar mowy? Jednakże dorosły koń lub pies jest bez porównania rozumniejszym i zdolniejszym do porozumiewania się zwierzęciem od dziecka mającego dzień czy tydzień, czy nawet miesiąc życia. Przypuśćmy jednak, że jest inaczej. Co by to pomogło? Należy pytać nie o to, czy zwierzęta mogą rozumować ani czy mogą mówić, lecz czy mogą cierpieć?”

#### 1792 – Thomas Taylor
Pomimo głosów Rousseau i Benthama pomysł, że zwierzęta mogą posiadać prawa, pozostawał dla większości myślicieli absurdalny. Gdy brytyjska feministka Mary Wollstonecraft (1759–1797) opublikowała „Wołanie o prawa kobiety” (1792), do kontrataku przystąpił znany filozof z Cambridge Thomas Taylor (1758–1835). Opublikował on anonimowo w odpowiedzi „Vindication of the Rights of Brutes”, opierając się na argumentacji reductio ad absurdum. Taylor wziął argumenty Wollstonecraft i te zawarte w „Prawach człowieka” Thomasa Paine’a, wskazywał na ich podobieństwo i (niedorzeczne jego zdaniem) wnioski, do których one prowadzą. Gdyby przyjąć twierdzenia feministki i jednego z ojców-założycieli Stanów Zjednoczonych i zastosować je do zwierząt – stwierdził Taylor – trzeba by dojść do konkluzji, że nie tylko kobiety, ale i zwierzęta posiadają „wewnętrzną i prawdziwą godność i wartość” i powinny mieć prawa (w tym np. prawa wyborcze). Taki wniosek był – zdaniem Anglika – zupełnie absurdalny. Skoro więc konkluzja, do której doszło się w wyniku argumentacji, jest błędna, to i sama argumentacja dotycząca feminizmu jest błędna.
Odpowiedź na zarzut Taylora nie nastręcza jednak – jak uważa australijski etyk Peter Singer – większego problemu. Prawa kobiet postulowane przez feministki nie mogłyby być rozszerzone na zwierzęta – argumentuje Singer. Kobiety, w przeciwieństwie do zwierząt, są zdolne do podejmowania racjonalnych decyzji i dlatego, w przeciwieństwie do zwierząt, powinny posiadać wpływ na rządy. Z drugiej strony, choć nie-ludziom nie powinny przysługiwać prawa wyborcze, nie oznacza to wcale, że nie powinny im przysługiwać żadne prawa. O ile bowiem zwierzęta nic by nie zyskały na przyznaniu im praw wyborczych, o tyle bez wątpienia prawo do życia i wolności od okrucieństwa jest w ich interesie. I nie ma – podkreśla Australijczyk – żadnej znaczącej różnicy między zwierzętami i ludźmi w tej kwestii, która pozwoliłyby nam na przyznanie podstawowych praw wszystkim ludziom, a odmówienie ich wszystkim zwierzętom.

### Wiek XIX

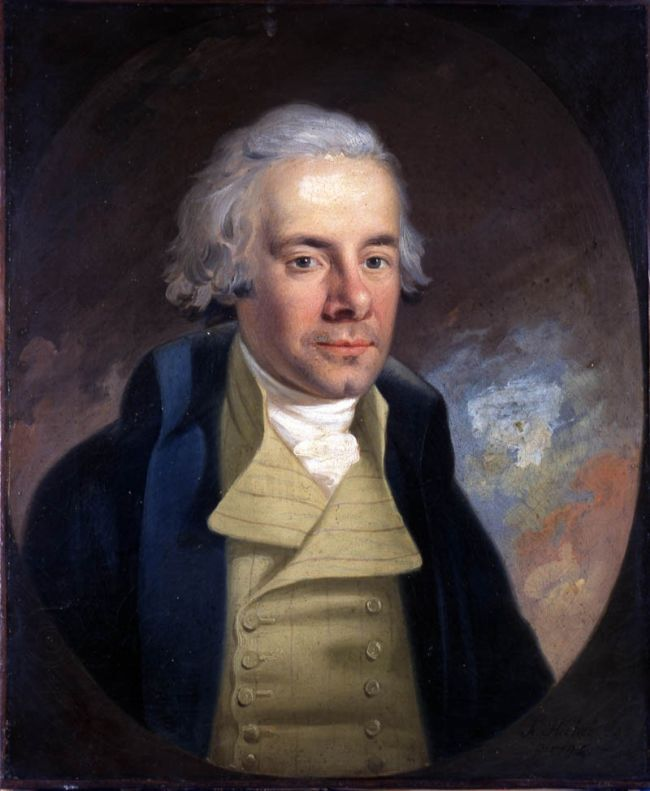
William Wilberforce

Wiek XIX to wiek ożywionego zainteresowania ochroną zwierząt, szczególnie w Anglii. Debbie Legge i Simon Brooman w książce „Law Relating To Animals” napisali, że klasy wykształcone zaczęły zwracać uwagę na stosunek do osób starszych, potrzebujących, dzieci i chorych psychicznie, a to zainteresowanie zostało rozszerzone na „nie-ludzi”. Przed nastaniem XIX wieku dochodziło już do procesów z powodu złego traktowania zwierząt, ale tylko i wyłącznie z powodu szkód, których doznało zwierzę traktowane jako czyjaś własność, przedmiot należący do innego człowieka. I tak na przykład w 1793 roku John Cornish nie został skazany za okaleczenie konia (wyrwanie mu języka), bo sędzia uznał, że byłoby to możliwe dopiero, gdyby udowodniono istnienie bezpośredniego zamiaru zaszkodzenia właścicielowi konia (malice).
Od początku XIX wieku miało miejsce w Anglii kilka prób wprowadzenia prawa chroniącego dobrostan lub prawa zwierząt. W 1800 roku sir William Pulteney optował za zakazaniem szczucia byków, jednak spotkał się ze sprzeciwem sekretarza ds. wojny Williama Windhama, który twierdził, że tego typu prawo byłoby wymierzone przeciwko klasie pracującej. Dwa lata później brytyjski filantrop i przywódca ruchu abolicjonistycznego William Wilberforce ponownie napotkał na opór Windhama, który argumentował, że prawo było wspierane przez metodystów i jakobitów, którzy chcieli „zniszczyć staroangielski charakter poprzez zakazanie wszystkich wiejskich sportów”. Drugi argument brzmiał następująco: byki biorące udział w krwawej rozrywce wcale nie mają nic przeciwko niej. W 1809 roku Lord Erskine zaproponował ustanowienie prawa chroniącego bydło i konie przed złośliwym okaleczaniem, celowym okrucieństwem i biciem. Ta propozycja również spotkała się z protestem Windhama i sprzeciwem Izby Lordów, która wykpiła Erskine’a naśladując miauczenie kotów i pianie koguta. Stan Maine w 1821 r. uchwalił pierwsze w Stanach Zjednoczonych prawo chroniące zwierzęta. Przewidywało ono karę od dwóch do pięciu dolarów grzywny (z grubsza odpowiednik dzisiejszych 45-110 dolarów) albo do trzydziestu dni więzienia dla każdego, kto „okrutnie bije konia lub bydło”. Nowy Jork nie pozostał daleko w tyle, a przełomie 1866 i 1867 rozszerzył ochronę na wszystkie żywe stworzenia, w dużej mierze dzięki naciskom nowo założonego Amerykańskiego Towarzystwa Zapobiegania Okrucieństwu wobec Zwierząt (ASPCA). Prace Karola Darwina stały się wybitnym wyrazem idei uczestnictwa człowieka w przyrodzie. Jego tezy miały przełomowe znaczenie. Przede wszystkim ukazał człowieka jako kontynuatora niższych form życia, będących składnikami przyrody. Zaprzeczał stanowczo, aby procesy ewolucji człowieka odróżniały go w zdecydowany sposób od ewolucji form życia zwierzęcego. Darwinowska teoria ewolucji podważyła nadrzędność miejsca człowieka w przyrodzie. Ukazała liczne paralele między egzystencją ludzką a życiem istot zwierzęcych. Odsłaniała tajniki wielowątkowości ludzkiego życia. Podkreślała kompleksowość czynników oddziałujących wzajemnie na siebie w świecie biologicznym. Badania Darwina uzasadniły doniosłość związków organizmów żywych z ich środowiskiem naturalnym i przygotowały mocny grunt dla rozwoju ekologii.

#### 1821 – Ustawa Martina

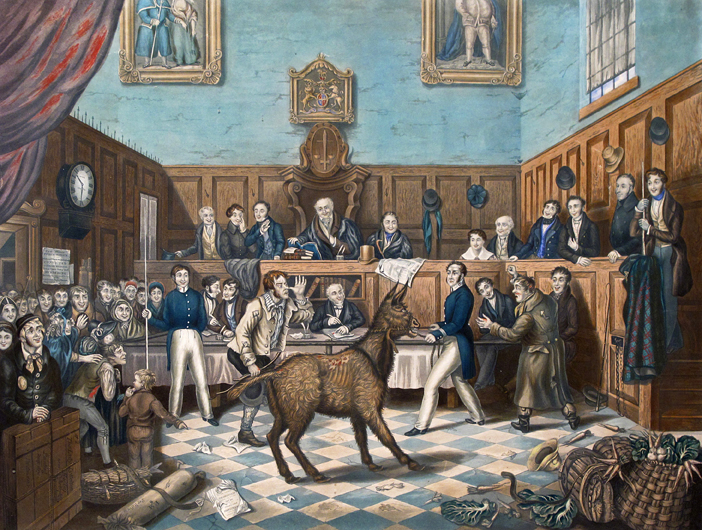
Proces Billa Burnsa

W 1821 roku z projektem ustawy o ochronie koni wystąpił członek parlamentu pułkownik Richard Martin (1754–1834). Jednak wyśmiano go w Izbie Gmin, argumentując, że wkrótce zaproponuje przyznanie praw osłom, psom i kotom. Martin nie pogodził się z porażką i rok później dopiął swego – doszło do przyjęcia „An Act to prevent the cruel and improper Treatment of Cattle”, zwanej także ustawą Martina (weszła ona w życie w 1822 roku). Był to pierwszy w świecie anglojęzycznym znaczący i stosowany w praktyce dokument dotyczący ochrony zwierząt. Zgodnie z nim za „bicie, znęcanie się lub jakiekolwiek niewłaściwe traktowanie konia, klaczy, wałacha, muła, osła, wołu, krowy, jałówki, młodego wołu, owcy albo innego bydła” groziło do 5 funtów grzywny albo do 2 miesięcy więzienia.
Legge i Brooman twierdzą, że swój sukces ustawa zawdzięcza osobowości Martina, który nie zwracał uwagi na kpiny Izby Gmin i którego poczucie humoru zwróciło uwagę na problem. Sam Martin wniósł też do sądu pierwsze oskarżenie na podstawie tej ustawy i doprowadził do aresztowania brytyjskiego obywatela Billa Burnsa oskarżonego o bicie osła. Widząc, że sędziowie są znudzeni wniesioną sprawą, przyprowadził osła do gmachu sądu i pokazał obrażenia, jakich doznało zwierzę. Burnesa ukarano grzywną i został on pierwszą osobą skazaną za okrucieństwo wobec zwierząt. Gazety pełne były wtedy żartów na temat procesu. Powstał też wtedy obraz przedstawiający osła w sądzie, który dziś wisi w kwaterze głównej Królewskiego Towarzystwa Zapobiegania Okrucieństwu Wobec Zwierząt (RSPCA) w Londynie.
Inne kraje poszły za przykładem angielskim i również zaczęły wprowadzać w życie ustawy dotyczące zwierząt. W 1822 roku nowojorski sąd uznał, że celowe okrucieństwo wobec zwierząt jest występkiem w rozumieniu common law. W 1850 roku Jacques Delmas de Gramont doprowadził do przyjęcia ustawy (Loi Grammont), która zakazywała okrucieństwa wobec zwierząt domowych i doprowadziła do wieloletniego sporu na temat tego, czy byki należy uznawać za zwierzęta domowe w kontekście walk byków. W 1859 roku ustawy chroniące zwierzęta przed okrucieństwem przegłosowano w stanie Waszyngton, w 1866 roku w stanie Nowy Jork, w 1866 w Kalifornii, a w 1889 roku na Florydzie. W 1835 roku, po serii poprawek ustawa Martina rozszerzyła swój zasięg, przekształcając się w Cruelty to Animals Act – podstawową ustawę chroniącą zwierzęta na terenie Anglii. Zakazywała ona również walk kogutów i psów. Kolejne poprawki wprowadzano w 1849, 1876 roku i 1911 roku. Obecnie w Wielkiej Brytanii obowiązuje The Animal Welfare Act z 2006 roku.

#### 1824 – Powstanie Towarzystwa Zapobiegania Okrucieństwu wobec Zwierząt (RSPCA)

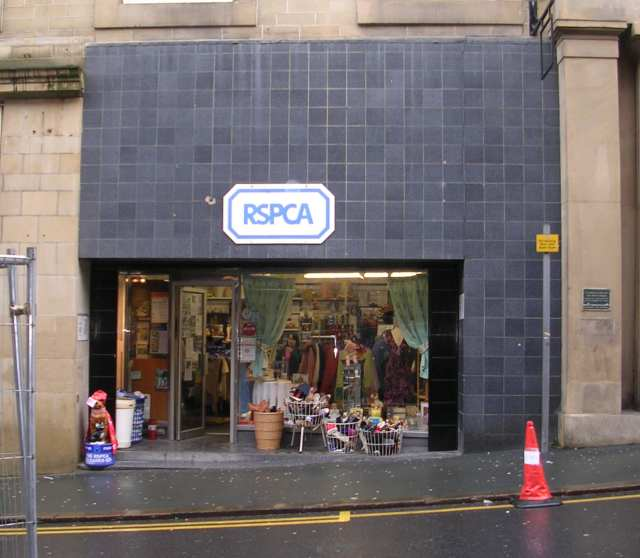
RSPCA Shop – Piccadilly

Richard Martin wkrótce po wprowadzeniu w życie „An Act to prevent the cruel and improper Treatment of Cattle” zdał sobie sprawę, że sądy nie traktują jej przepisów wystarczająco poważnie i nie wymuszają jej przestrzegania. Wtedy to kilku członków brytyjskiego parlamentu zdecydowało się stworzyć towarzystwo, które wnosiłoby sprawy przed sądy na podstawie nowego prawa. 16 czerwca 1824 dzięki wielebnemu Arthurowi Broomowi, wikariuszowi parafii Bromley-by-Bow, w kawiarni Old Slaughter’s Coffee House przy St. Martin’s Lane w Londynie doszło do historycznego spotkania. Uczestniczyli w nim m.in. członkowie parlamentu: Richard Martin, Sir James Mackintosh, Sir Thomas Buxton, William Wilberforce i Sir James Graham. Sformowali wtedy Towarzystwo Zapobiegania Okrucieństwu wobec Zwierząt (Society for the Prevention of Cruelty to Animals, SPCA). W 1840 roku królowa Wiktoria, przeciwniczka wiwisekcji, przemianowała je na Królewskie Towarzystwo Zapobiegania Okrucieństwu wobec Zwierząt. Jest to najstarsza i największa tego typu organizacja na świecie. Podobne organizacje zaczęły powstawać również w innych krajach. Drugą organizacją było założone w 1864 warszawskie Towarzystwo Opieki nad Zwierzętami. W 1866 założono Amerykańskie Towarzystwo Zapobiegania Okrucieństwu wobec Zwierząt (ASPCA).
Neil Molland pisze, że w 1824 roku abolicjonistka Catherine Smities założyła młodzieżówkę w ramach SPCA nazwane Bands of Mercy (Towarzystwa Miłosierdzia) i zorganizowane na kształt młodzieżówek Towarzystwa Wstrzemięźliwości. Jego celem było uczenie dzieci szacunku wobec zwierząt. Jak pisze Molland, część członków tych grup zaangażowała się znacznie bardziej, niż było to zamiarem Smities, stosując akcje bezpośrednie wymierzone w myśliwych (np. uszkadzanie ich broni). Jednak zdaniem Kima Stallwooda nie ma na to dostatecznych dowodów. Niezależnie od tego czy to prawda czy fałsz, w 1972 roku Ronnie Lee postanowił ożywić pomysł młodzieżówek i powołał nieformalną organizację Band of Mercy, której celem było utrudnianie życia myśliwym m.in. poprzez wybijanie szyb w samochodach czy niszczenie opon. W 1976 roku część członków Band of Mercy utworzyła Animal Liberation Front (ALF), radykalną grupę walczącą o prawa zwierząt, angażującą się przede wszystkim w akcje bezpośrednie. ALF często działa wbrew prawu, m.in. dokonując włamań do laboratoriów, gdzie dokonuje się testów na zwierzętach bądź uwalniając je z ferm futrzarskich, hodowlanych lub ubojni.

#### 1824 – Rozwój idei praw zwierząt
Od lat 20. XIX wieku obserwujemy wzrost zainteresowania ideą, że nie tylko ludzie mogą i powinni posiadać prawa. W 1824 roku Lewis Gompertz, jeden z uczestników pierwszego spotkania SPCA, wydał pracę „Moral Inquiries on the Situation of Man and of Brutes”, w której argumentował, że każde żyjące stworzenie, człowiek czy zwierzę, ma większe prawo do korzystania ze swojego ciała niż ktokolwiek inny i że jest naszym obowiązkiem upowszechniać dobrostan i szczęście wszystkich stworzeń. W 1879 roku Edward Nicholson argumentował w „Rights of an Animal”, że zwierzęta mają takie samo naturalne prawo do życia i wolności jak ludzie. Ostro sprzeciwił się Kartezjańskiemu mechanicyzmowi, według którego zwierzęta pozbawione są świadomości. Inni pisarze tego okresu, którzy poruszali problem praw zwierząt to m.in. John Lewis, Edward Evans i J. Howard Moore.

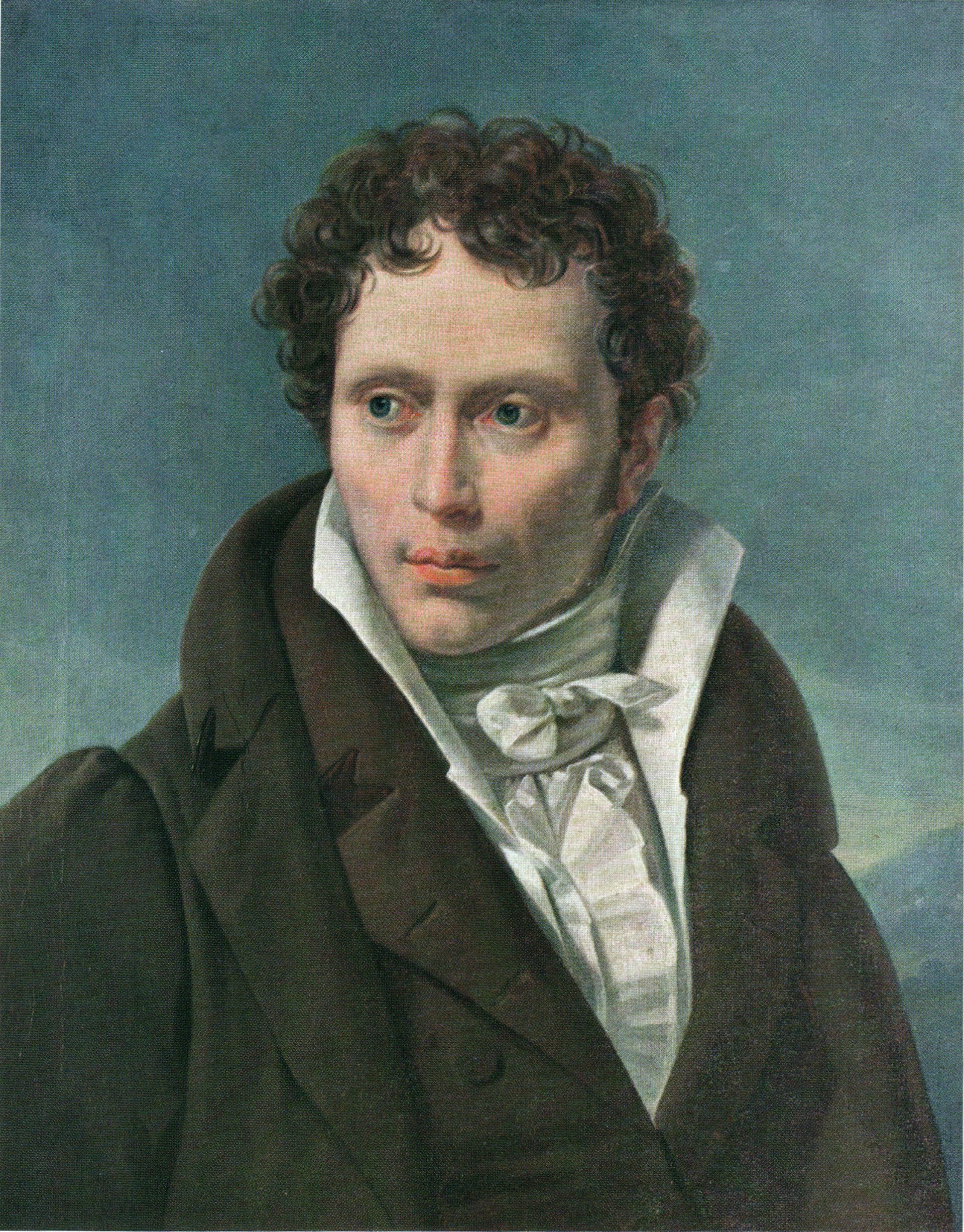
Arthur Schopenhauer

#### 1839 – Schopenhauer
Rozwój koncepcji praw zwierząt w Wielkiej Brytanii spotkał się z silnym wsparciem niemieckiego filozofa Arthura Schopenhauera (1788–1860). Pisał on m.in., że: „już i w Europie budzi się poczucie praw, z jakich powinny korzystać zwierzęta, i rozwija się w miarę tego, jak bledną i zanikają dziwaczne idee, [które twierdzą], że świat zwierzęcy istnieje tylko dla pożytku i przyjemności człowieka”. Niemiec był zachwycony rozwojem ochrony prawnej zwierząt w Anglii i sprzeciwiał się dominującej w tamtym czasie idei Immanuela Kanta, że okrucieństwo wobec zwierząt jest złe tylko o tyle, o ile przyczynia się do zdziczenia człowieka. „Ponieważ moralność chrześcijańska [...] zwierząt nie uwzględnia, więc też etyka filozoficzna ogłasza je natychmiast za będące poza prawem, za zwyczajne „rzeczy”, za proste środki służące do określonych celów, a więc do wiwisekcji, polowania par force, do walki byków, wyścigów, bicia na śmierć koni zaprzężonych do wozu naładowanego kamieniami i nie dającego się poruszyć z miejsca itp. Hańba takiej etyce parjów, czandalów, mlekhów, etyce, która zapoznaje wieczną istotę, blaskiem pełnym niezgłębionego wyrazu jaśniejącą we wszystkim co żyje, istnieje, i błyszczącą we wszystkich oczach, które oglądają światło dzienne.” – pisał Schopenhauer. Jego poglądy zatrzymały się tuż przed granicą wyznaczającą wegetarianizm – uważał on, że jeśli tylko śmierć zwierzęcia była szybka, ludzie cierpieliby bardziej, nie zjadając zwierząt, niż zwierzęta cierpiałyby będąc zjadanymi.

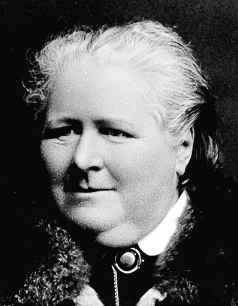
Frances Power Cobb

#### Powstanie ASPCA (1866) i SPALV (1875)
Pierwszą organizacją broniącą praw zwierząt w Stanach Zjednoczonych była The American Society for the Prevention of Cruelty to Animals (ASPCA), założona przez działacza na rzecz praw dzieci Henry’ego Bergha w 1866 roku. Berg, mianowany przez Abrahama Lincolna na stanowisko dyplomatyczne w Rosji, był zaszokowany tym, jak w cesarstwie traktowane są zwierzęta. Po konsultacjach z prezesem RSPCA w Londynie i powrocie do Stanów Zjednoczonych postanowił głośno opowiedzieć się przeciwko walkom byków, walkom kogutów i biciu koni. Napisał też deklarację praw zwierząt („Declaration of the Rights of Animals”) i w 1866 roku przekonał nowojorską legislaturę stanową do przyjęcia praw chroniących zwierzęta oraz do przekazania ASPCA uprawnień do jej egzekwowania. Do końca XIX wieku powstało wiele podobnych inicjatyw. Jedną z najważniejszych była pierwsza na świecie organizacja antywiwisekcyjna – Society for the Protection of Animals Liable to Vivisection, SPALV (później przemianowana na National Anti-Vivisection Society). Powstała ona w 1875 roku z inicjatywy feministki irlandzkiego pochodzenia Frances Power Cobbe. Tuż przed końcem wieku, z inicjatywy Cobbe, podobną organizację stworzyli Brytyjczycy (działająca do dziś The British Union for the Abolition of Vivisection, BUAV, 1898).

#### 1894 – Henry Salt i „przełom epistemologiczny”
O ile pięćdziesiąt albo sto lat temu przypuszczenie, że wegetarianizm jest zwykłą modą mogło być jakąś wymówką, o tyle w chwili obecnej taka wymówka już absolutnie nie istnieje.

W 1894 roku Henry Salt, były wykładowca w Eton College i twórca Humanitarian League – organizacji lobbującej za zakazem polowań, dokonał, mówiąc słowami Keitha Testera z University of Portsmouth, „przełomu epistemologicznego”. Było nim dzieło zatytułowane „Animals’ Rights: Considered in Relation to Social Progress” („Prawa zwierząt: Rozpatrywane w relacji do postępu społecznego”). Salt pisał, że celem eseju jest ustanowienie zasady praw zwierząt na trwałym fundamencie i pokazanie, że zasada ta leży u podstaw różnych działań filantropów-reformatorów. Według Salta do tej pory koncesje na rzecz ius animalium czynione były przy ciągłym postrzeganiu zwierząt raczej jako przedmiotów niż jako nosicieli praw. „Nawet najbardziej postępowi zwolennicy praw zwierząt – zauważył Salt – wzdragali się przed przyjęciem jedynego argumentu, który jest ostatecznie wystarczający: założenia, że zwierzęta, podobnie jak ludzie, choć oczywiście w znacznie mniejszym stopniu, są jednostkami, indywiduami i z tego powodu sprawiedliwość domaga się, aby przyznać im „ograniczoną wolność”, o której wspominał Herbert Spencer.” Według Salta nie ma sensu mówić o prawach zwierząt, jeśli wciąż myślimy, że powinniśmy podporządkować te prawa prawom przysługującym ludziom i jeśli jesteśmy przekonani, że życie człowieka ma większą wartość moralną czy szczytniejszy cel.
„Stanowisko, że życie zwierzęcia nie ma moralnego znaczenia, należy do klasy poglądów, która nie może być zaakceptowana przez postępowego filantropa w dzisiejszych czasach – to całkowicie arbitralne założenie, stojące w sprzeczności z naszym instynktem, z naszą najlepszą wiedzą i absolutnie zabójcze (…) dla jakiejkolwiek pełnej realizacji praw zwierząt. Jeśli kiedykolwiek zamierzamy oddać sprawiedliwość rasom niższym, musimy wyzbyć się przestarzałego twierdzenia o istnieniu „wielkiej przepaści” pomiędzy nimi a ludzkością i musimy uznać wspólną więź ludzkości, która jednoczy wszystkie żyjące istoty w jednym, uniwersalnym braterstwie”.
Sam Salt był wegetarianinem z powodów etycznych, przeciwnikiem wiwisekcji, pacyfistą i przyjacielem Mahatmy Gandhiego.

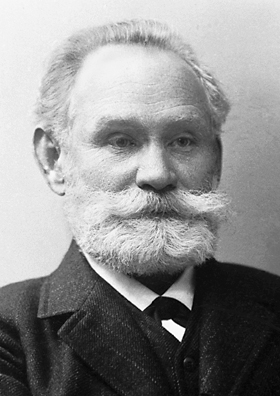
Iwan Pawłow

#### Późne lata 90. XIX wieku – Sprzeciw wobec antropomorfizmu
Jak wskazuje Richard Ryder stanowisko dotyczące stosunków człowiek-zwierzęta zaczęło się usztywniać pod koniec lat 90. XIX wieku, kiedy w środowisku naukowym upowszechniło się przekonanie, że antropomorfizm, czyli przypisywanie cech ludzkich innym istotom, jest stanowiskiem nienaukowym. Zwierzęta powinny być badane i oceniane wyłącznie na podstawie ich cech fizycznych, bez – jak to określił w 1927 roku Iwan Pawłow – odwoływania się do „fantastycznych spekulacji co do istnienia [u zwierząt] jakichkolwiek możliwych stanów subiektywnych”. Stanowisko to wracało więc do mechanicystycznego poglądu Kartezjusza, zgodnie z którym nie-ludzie byli pozbawionymi racjonalności i świadomości mechanizmami podobnymi do zegarków.

### XX wiek

#### 1933 –Tierschutzgesetz
W Niemczech, po dojściu do władzy w styczniu 1933 partia nazistowska ustanowiła ona najbardziej kompleksowy zbiór praw ochrony zwierząt w Europie. Według Kathleen Kete była to pierwsza znana historii, podjęta przez jakiś rząd próba przełamania granic pomiędzy gatunkami, odejścia od tradycyjnego podziału na ludzi i zwierzęta. Ludzie jako gatunek utracili swój nadrzędny status. Na szczycie hierarchii stanęli aryjczycy, za nimi wilki, orły, świnie, a na samym dole Żydzi, na równi ze szczurami. Kete twierdzi, że była to najgorsza możliwa odpowiedź na pytanie o to, jak powinny wyglądać stosunki pomiędzy nami a innymi gatunkami.

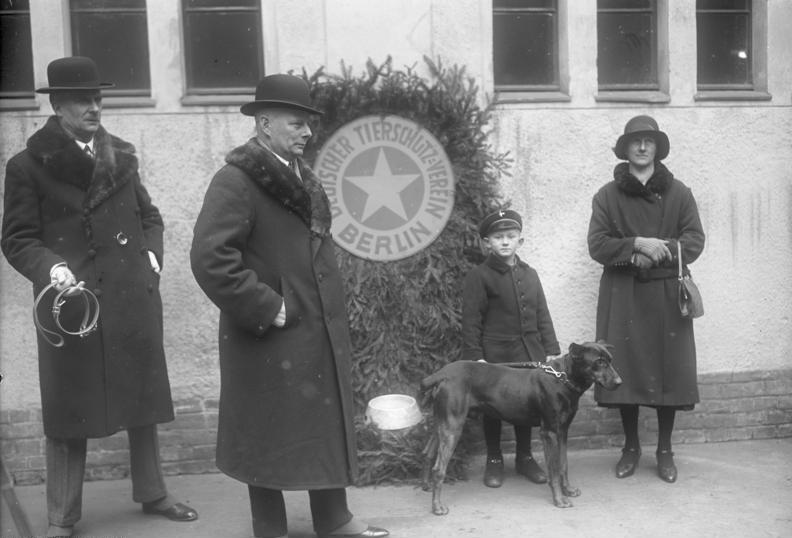
Niemieckie Towarzystwo Opieki nad Zwierzętami, luty 1931

24 listopada 1933 wprowadzono ustawę o ochronie zwierząt – Tierschutzgesetz. Adolf Hitler zapowiedział kres okrucieństwu wobec zwierząt: „Im neuen Reich darf es keine Tierquälerei mehr geben”. („W nowej Rzeszy nie będzie więcej dopuszczalne okrucieństwo wobec zwierząt”). Po niej zostały uchwalone kolejne: 3 czerwca 1934 Reichsjagdgesetz zakazującą polowań; 1 czerwca 1935 Naturschutzgesetz, kompleksowo traktującą sprawy środowiska naturalnego. 13 listopada 1937 wprowadzono prawo regulujące transport samochodowy zwierząt, a 8 września 1938 podobne, dotyczące ich przewozu kolejowego. Został określony najmniej bolesny sposób podkucia konia, a także poprawna metoda przyrządzania homara, wykluczająca ugotowanie go żywcem. Niektórzy wyżsi rangą naziści, w tym Hitler, Rudolf Heß, Joseph Goebbels i Heinrich Himmler, okresowo powstrzymywali się od spożywania mięsa, choć według większości doniesień nie przestrzegali takiej diety zbyt ściśle. Nie czynili tego bynajmniej z pobudek etycznych, a raczej propagandowych bądź zdrowotnych.
Na krótko przed wprowadzeniem Tierschutzgesetz wiwisekcja została najpierw zakazana, a potem ograniczona. Eksperymenty na zwierzętach postrzegano jako element „żydowskiej nauki” i „internacjonalistycznej” medycyny, wskazujący na istnienie jakiegoś mechanistycznego umysłu, traktującego naturę jako coś, co należy zdominować, a nie szanować. Hermann Göring, zgodnie z życzeniem Hitlera, ustanowił zakaz wiwisekcji 16 sierpnia 1933, jednak osobisty lekarz Hitlera, doktor Theo Morell, podobno przekonał go, iż nie leżało to w interesie niemieckich badań naukowych, zwłaszcza badań obronnych. W związku z tym zakaz został skorygowany trzy tygodnie później, 5 września 1933. Ustalono osiem warunków, pod którymi przeprowadzanie testów na zwierzętach było dozwolone, zalecając przy tym ograniczanie bólu i eksperymentów zbędnych. Naczelne, konie, psy oraz koty zostały objęte szczególną ochroną, a pozwolenia na wykonywanie wiwisekcji miały być wydawane instytucjom, nie pojedynczym osobom. Zdjęcie całkowitego zakazu zostało uzasadnione następująco: „Jest prawem każdej społeczności, by, kiedy to konieczne, poświęcić jednostki dla dobra ogółu”. Eksperymenty medyczne były później przeprowadzane w obozach koncentracyjnych, zwłaszcza w Auschwitz przez doktora Josefa Mengele, na Żydach i romskich dzieciach, a także na innych ludziach uznawanych za gorszych, włączając w to jeńców wojennych. Jednak osoby te były często w tak złym stanie zdrowotnym, że badacze obawiali się o wiarygodność uzyskiwanych wyników doświadczeń. Powtarzano je więc na zwierzętach. Przykładowo, doktor Hans Nachtheim wywoływał epilepsję u dorosłych i dzieci bez ich zgody poprzez wstrzyknięcie im pentetrazolu, a następnie ponawiał próby na królikach.

#### Po 1945 roku – wzrost wykorzystywania zwierząt
Pomimo rozprzestrzeniania się ustawodawstwa na temat ochrony zwierząt, samym zwierzętom nadal nie przysługiwały żadne prawa podmiotowe. Według Debbie Legge ówczesna legislacja odwoływała się w tym zakresie do interesu ludzkiego. Na przykład ustanowienie kar za okrucieństwo wobec zwierząt miało służyć ochronie ludzkiej wrażliwości lub praw własności. Nadmierna eksploatacja łowisk oznaczała szkodzenie środowisku życia człowieka; polowania prowadzące do wyginięcia gatunków uniemożliwiały cieszenie się nimi przyszłym pokoleniom; kłusownictwo przynosiło straty finansowe właścicielom zwierząt i tak dalej. Pomimo zainteresowania tematem dobrostanu zwierząt w poprzednim stuleciu, ich sytuacja uległa pogorszeniu w XX wieku, zwłaszcza po II wojnie światowej. Objawem tego był między innymi wzrost liczby zwierząt wykorzystywanych w eksperymentach – w Wielkiej Brytanii. Wynosiła ona 300 w 1875, 19084 w 1903, a w 2005 około 2,8 miliona (50–100 milionów na całym świecie). Dla Stanów Zjednoczonych szacuje się ją na 10–100 milionów rocznie. Jednak głównym powodem pogorszenia sytuacji zwierząt było uprzemysłowienie chowu, które doprowadziło do wyhodowania i zabicia w celach konsumpcyjnych miliardów zwierząt, na skalę niemożliwą do osiągnięcia przed wojną.

#### Lata 60. – Utworzenie Oxford Group
Niewielka grupa intelektualistów, skupiona głównie na University of Oxford, nazywana dziś Oxford Group (Grupa Oksfordzka), zaczęła postrzegać wykorzystywanie zwierząt jako niedopuszczalną eksploatację. W 1964 Ruth Harrison opublikowała książkę pod tytułem „Animal Machines” („Zwierzęta-maszyny”), w której krytykowała chów przemysłowy i która wywarła niemały wpływ na opinię publiczną. Psycholog Richard D. Ryder, członek Oxford Group, jako źródło swego zainteresowania sprawą wskazuje artykuł zamieszczony w gazecie „Sunday Times” w 1965 przez pisarkę Brigid Brophy, pod tytułem „The Rights of Animals” („Prawa zwierząt”, tytuł wzorowany na „Prawach człowieka” Thomasa Paine’a z 1791). Nie zdarzyło się przedtem, by tak znacząca gazeta poświęciła tyle uwagi temu zagadnieniu.

[…] zamiast koncentrować się na pełnym zakresie świadomości powinniśmy (…) koncentrować się na tej części naszej świadomości, która obejmuje ból i cierpienie. Przynajmniej w mojej moralności – painizmie – ból i cierpienie są kluczowymi problemami.

Brophy pisała: Relacje Homo sapiens z innymi zwierzętami związane są z nieustannym wyzyskiem. Wykorzystujemy ich pracę, zjadamy je i ubieramy się w nie. Używamy ich dla zaspokojenia naszych przesądów – w przeszłości ofiarowywaliśmy je naszym bogom i wypruwaliśmy ich wnętrzności, by przewidzieć przyszłość; dziś ofiarujemy je nauce i eksperymentujemy na tych wnętrznościach, w nadziei – a właściwie licząc na cud – że dzięki temu uda nam się choć odrobinę lepiej poznać teraźniejszość... Wydaje nam się niewiarygodne, że greccy filozofowie mogli tak wnikliwie zgłębiać pojęcie dobra i zła, a mimo tego nigdy nie dostrzec, jak niemoralne jest niewolnictwo. Być może za 3000 lat będzie wydawało się równie niewiarygodne, że nie dostrzegaliśmy niemoralności dokonywanego przez nas ciemiężenia zwierząt.
Robert Garner uważa, że artykuły autorstwa Harrison i Brophy spowodowały wybuch zainteresowania stosunkami pomiędzy ludźmi i zwierzętami, co nazywa „nową moralnością”. Z kolei Rydera poruszyły przypadki, których był świadkiem jako badacz w laboratoriach w Wielkiej Brytanii i USA. W przypływie, jak sam mówi, „spontanicznej erupcji oburzenia”, napisał do gazety „The Daily Telegraph” kilka listów, które zostały opublikowane 7 kwietnia, 3 maja i 20 maja 1969. Po przeczytaniu ich Brophy skontaktowała Rydera z oksfordzkimi filozofami Stanleyem i Roslind Godlovitchami oraz Johnem Harrisem, którzy pracowali nad książką o traktowaniu zwierząt. Ryder, Brophy i Harrison mieli swój udział w jej stworzeniu. Została wydana w 1971 pod tytułem „Animals, Men and Morals: An Inquiry into the Maltreatment of Non-humans” („Zwierzęta, ludzie i moralność: wgląd w znęcanie się nad nie-ludźmi”). W tym samym roku opublikowano esej Rosalind Godlovitch „Animal and Morals”. W 1970 Ryder w samodzielnie wydanej ulotce sformułował pojęcie gatunkowizmu (speciesism) – na które wpadł podczas kąpieli – określające przypisywanie wartości interesom danych stworzeń wyłącznie na podstawie ich przynależności do konkretnego gatunku. Termin ten przyjął się na dobre po użyciu go przez Petera Singera w książce „Animal Liberation” („Wyzwolenie zwierząt”) z 1975. W 1989 został zamieszczony w słowniku Oxford English Dictionary.

#### 1975 – Publikacja „Wyzwolenia zwierząt”
„W żaden sposób nie da się moralnie uzasadnić lekceważenia cierpień jakiegokolwiek żywego stworzenia. Niezależnie od tego, jaka jest jego natura, zasada równości wymaga, by jego cierpienie liczyło się tak samo – jeśli takie grube porównania są w ogóle możliwe – jak podobne cierpienie każdej innej istoty żywej.”

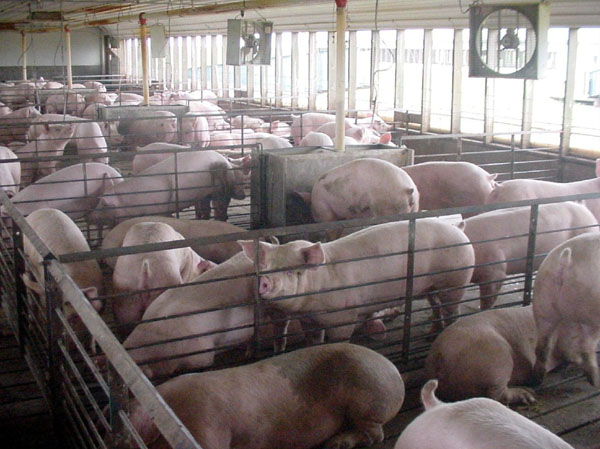
Współczesna intensywna hodowla świń

W 1970 w Oxfordzie, podczas lunchu ze studentem i wegetarianinem Richardem Keshen, australijski filozof Peter Singer zdał sobie sprawę, że zjadając zwierzęta, przyczynia się do ucisku innych gatunków. Keshen przedstawił go Godlovitchom. Singer i Rosalind spędzali wspólnie całe godziny, dopracowując poglądy. Singer napisał także recenzję książki Godlovitchów dla The New York Review of Books z 5 kwietnia 1973. Recenzja ta dała początek „Wyzwoleniu zwierząt”, które weszło do kanonu tekstów związanych z ruchem na rzecz praw zwierząt. Singer oparł swoje argumenty na zasadach utylitaryzmu – poglądu, który, mówiąc ogólnie, uznaje postępowanie za słuszne, jeżeli prowadzi ono do jak największego szczęścia jak największej liczby jednostek (zwrot ten jako pierwszy sformułował Jeremy Bentham w 1776). Filozof wskazywał na wyraźne podobieństwa pomiędzy wyzwoleniem kobiet a wyzwoleniem zwierząt.
Choć uważa się za obrońcę praw zwierząt, Singer używa terminu prawo (right) jako „prowizorycznego określenia na ochronę, którą zapewniamy wszystkim członkom naszego gatunku”. Jego prace nie zawierają teorii tych. Odrzuca pogląd, jakoby ludzie i nieludzie mieli jakiekolwiek prawa naturalne i moralne. Zamiast tego proponuje jednakowe rozpatrywanie interesów stron, twierdząc, że nie ma żadnych logicznych, moralnych ani biologicznych powodów, by przyjmować, iż naruszenie podstawowych interesów człowieka – na przykład niedoświadczanie cierpienia – różni się w jakikolwiek moralnie istotny sposób od naruszenia podstawowych interesów nieczłowieka. Singer podziela stanowisko angielskiego filozofa Henry’ego Sidgwicka (1838–1900), który pisał: „Dobro dowolnej jednostki nie jest w żadnym stopniu ważniejsze z punktu widzenia (…) Wszechświata od dobra dowolnej innej jednostki”.
Opublikowanie „Wyzwolenia zwierząt” wywołało gwałtowny wzrost naukowego zainteresowania zagadnieniem praw zwierząt. Tom Regan stwierdził w 2001, że filozofowie napisali więcej na ten temat w ciągu ostatnich 20 lat niż w ciągu poprzednich 2000. Robert Garner donosi, że sporządzony przez Charlesa Magela w 1989 obszerny wykaz literatury z tej dziedziny „Keyguide to Information Sources in Animal Rights” („Przewodnik po źródłach informacji o prawach zwierząt”) zawiera 10 stron dotyczących materiałów sprzed 1970, a z zakresu lat 1970–1989 już 13 stron.

#### 1976 – Powstanie Animal Liberation Front
Równolegle z Oxford Group, która miała charakter bardziej intelektualny, rozwijał się również angielski aktywizm polityczny dotyczący praw zwierząt. Brytyjski student prawa, Ronnie Lee, założył w Luton w 1971 grupę skierowaną przeciwko polowaniom, nazwaną później Band of Mercy (Grupa Miłosierdzia), za XIX-wiecznym młodzieżowym skrzydłem RSPCA. Jej członkowie atakowali pojazdy myśliwych, dziurawiąc ich opony i wybijając szyby, nazywając to „aktywnym współczuciem”. W listopadzie 1973 dokonali swego pierwszego podpalenia, podkładając ogień pod laboratorium badawcze firmy Hoechst Pharamaceuticals w pobliżu Milton Keynes. Grupa przyznała się do tego czynu, przedstawiając się prasie jako „pokojowa organizacja partyzancka działająca na rzecz wyzwolenia zwierząt spod wszelkich form okrucieństwa i prześladowania z rąk ludzkości”.
W sierpniu 1974 Lee i jeden z aktywistów zostali skazani na 3 lata więzienia. Zwolniono ich warunkowo po 12 miesiącach. W 1976 zebrał pozostałych członków Grupy wraz z kilkoma nowymi, w sumie 30 osób, by założyć nowy ruch. Nazwał go Animal Liberation Front (w tłumaczeniu: Front Wyzwolenia Zwierząt; pod tą nazwą działa jednak polski odpowiednik ALF), mając nadzieję, że nazwa ta będzie „prześladować” tych, którzy wykorzystują zwierzęta.
ALF jest obecnie aktywny w 38 krajach, działając jako ruch oporu bez wyznaczonego przywódcy. Aktywiści postrzegają się jako współczesny odpowiednik Underground Railroad, XIX-wiecznej sieci pomocy uciekającym z niewoli niewolnikom ze Stanów Zjednoczonych do Kanady. Zwierzęta przechwycone przez komórki ALF z hodowli i laboratoriów przekazywane są życzliwym lekarzom weterynarii, a następnie trafiają do bezpiecznych domów lub schronisk. Niektórzy aktywiści posuwają się w swej działalności do gróźb, zastraszania i podpaleń, co spowodowało utratę przychylności opinii publicznej dla ruchu.

Ludzie, którzy rządzą tym państwem, mają swoje akcje, mają inwestycje związane z firmami farmaceutycznymi... które eksperymentują na zwierzętach, więc jeśli myślisz, że możesz napisać do tych ludzi i powiedzieć „nie podoba nam się to, co robicie, chcemy, żebyście się zmienili” i oczekiwać, że tak uczynią... To się nie wydarzy.

Zdecentralizowany model aktywizmu stwarza duży problem dla służb egzekwujących prawo, którym trudno jest infiltrować komórki i sieci ALF, ponieważ zwykle tworzone są przez grupki dobrych znajomych. W 2005 Departament Bezpieczeństwa Krajowego Stanów Zjednoczonych pokazał, jak poważnie traktuje ALF, umieszczając ją na liście krajowych zagrożeń terrorystycznych.
Taktyką bardziej radykalnych aktywistów ALF budzi także głęboką niechęć niektórych obrońców praw zwierząt, na przykład Singera, dla których ruch na rzecz praw zwierząt powinien odznaczać się wzorową moralnością, co jest niemożliwe do osiągnięcia, gdy inni w imię tej samej idei wysadzają budynki i narażają swe życie. Aktywiści ALF odpierają tę krytykę, twierdząc, jak to ujęła szefowa PETA Ingrid Newkirk, że „myśliciele mogą przygotowywać rewolucje, ale to bandyci muszą je przeprowadzać”.

#### 1980 – Henry Spira i „reintegrujące zawstydzenie”
Henry Spira, były marynarz i działacz na rzecz praw obywatelskich, stał się najbardziej znaczącym ze współczesnych obrońców praw zwierząt w Stanach Zjednoczonych. Jako zwolennik stopniowych przemian, zaproponował ideę „reintegrującego zawstydzenia”. Polega ona na stworzeniu pewnej relacji pomiędzy grupą obrońców praw zwierząt a firmą postrzeganą przez nich jako źle traktującą zwierzęta. W wyniku powstania tej relacji grupa obrońców praw zwierząt uzyskiwałaby możliwość koncesjonowania różnych praktyk wykorzystujących zwierzęta, lub wstrzymywania ich. Jego pierwsza kampania z 1976 skierowana była przeciwko Amerykańskiemu Muzeum Historii Naturalnej, gdzie dokonywano eksperymentów na kotach. W jej wyniku udało się doprowadzić do ich zakończenia. Największym i najsłynniejszym jego osiągnięciem było przekonanie w 1980 koncernu kosmetycznego Revlon do rezygnacji ze stosowania testu Draize’a, polegającego na zakraplaniu oczu królików składnikami kosmetyków, by sprawdzić ich toksyczność. Spira zamówił w kilku gazetach pełnostronicowe reklamy, przedstawiające królika z oczami zaklejonymi plastrem, pytające: „Ile królików Revlon oślepia dla piękna?” Revlon zaprzestał testowania kosmetyków na zwierzętach i ofiarował pieniądze na rzecz wzniesienia Center for Alternatives to Animal Testing (Centrum na rzecz Alternatyw Testów na Zwierzętach). W ślad za nim poszli inni przewodni producenci kosmetyków.
Spira znalazł wielu naśladowców pośród organizacji na rzecz praw zwierząt, np. PETA (People for the Ethical Treatment of Animals). Podnoszą się jednak głosy krytyki ze strony abolicjonistycznej części ruchu, w tym Gary’ego Francione’a. Według tych działaczy upodabnia to ruch do XIX-wiecznych stowarzyszeń na rzecz poprawy warunków życia zwierząt, czyniąc aktywistów „nowymi welfarystami” albo protekcjonistami, zamiast faktycznymi obrońcami interesów zwierząt. Krytycy twierdzą, że takie podejście cofa ruch do jego korzeni, a nie przybliża do zmiany paradygmatu oczekiwanej przez abolicjonistów, gdzie ludzie przestaliby postrzegać zwierzęta jako swą własność, zamiast tylko postrzegać je jako własność, z którą należy się dobrze obchodzić.

### XXI wiek

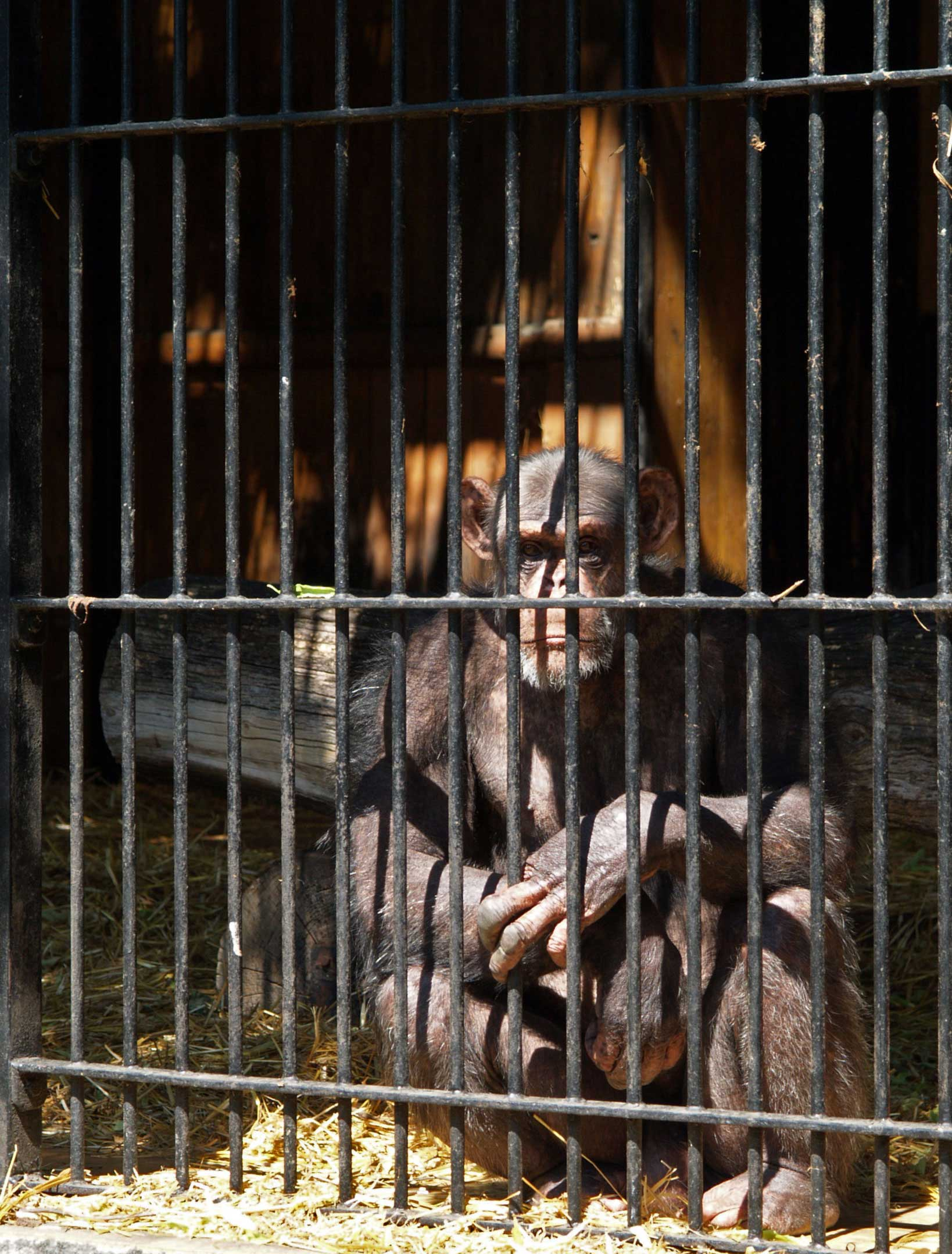
Szympans w zoo

#### Prawa zwierząt w systemach prawnych

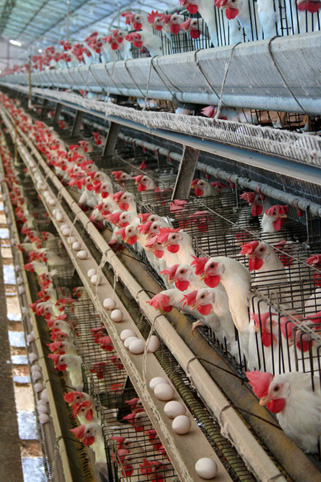
Rzędy klatek z kurami nioskami w Brazylii

W styczniu 2008 Sąd Najwyższy w Austrii orzekł, że szympans Matthew Hiasl Pan nie jest osobą, po tym, jak Association Against Animal Factories (Stowarzyszenie Przeciwko Fabrykom Zwierząt) dążyło do nadania mu takiego statusu po tym, jak jego opiekunowie zbankrutowali. Matthew został schwytany jako maluch w Sierra Leone w 1982, a następnie przemycony do Austrii w celu przeprowadzania na nim eksperymentów farmaceutycznych. Skonfiskowały go jednak austriackie służby celne i trafił do schroniska. Spędził tam 25 lat, jednak grupa prowadząca schronisko zbankrutowała w 2007. Darczyńcy oferowali pomoc dla szympansa, jednak według obowiązującego prawa tylko osoba może być adresatem darowizny, przez co wszelkie pieniądze ofiarowane na rzecz Matthew byłyby zaliczane na poczet długów schroniska. Stowarzyszenie odwołało się do Europejskiego Trybunału Praw Człowieka. Prawnik wnioskujący o nadanie statusu osoby, Eberhart Theuer, poprosił o wyznaczenie szympansowi prawnego opiekuna oraz nadanie mu czterech praw: do życia, do ograniczonej swobody poruszania się, do bezpieczeństwa i do posiadania własności prywatnej.
W czerwcu 2008 w Hiszpanii po raz pierwszy w historii przyjęto rezolucję o rozszerzeniu praw naczelnych. Parlamentarna Komisja ds. Środowiska zaleciła nadanie szympansom, gorylom i orangutanom prawa do niebycia wykorzystywanym w eksperymentach medycznych i cyrkach, a także zakazanie zabijania małp człekokształtnych, poza przypadkami obrony własnej. Wszystko to w oparciu o Great Ape Project Petera Singera. Propozycja Komisji nie uzyskała jeszcze mocy prawnej.
W styczniu 2010 zespół naukowców ogłosił wyniki badań, według których delfiny ustępują inteligencją jedynie człowiekowi, w związku z czym im również powinno przysługiwać miano i prawa „nie-ludzkich osób”.

##### Prawa zwierząt w polskim prawie

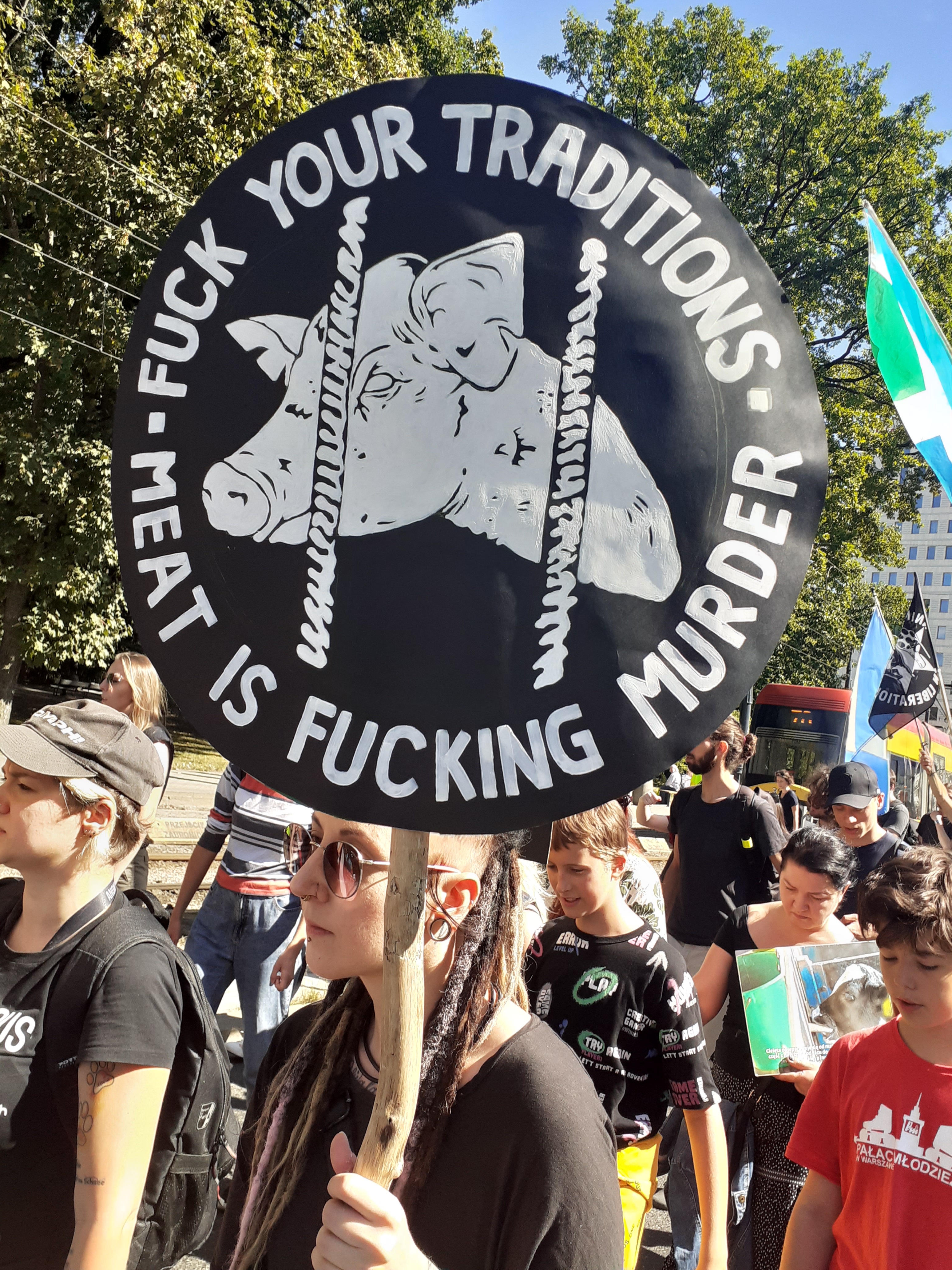
Uczestnicy Marszu Wyzwolenia Zwierząt w Warszawie w 2022 roku.

W Polsce obowiązuje ustawa z dnia 21 sierpnia 1997 r. o ochronie zwierząt, która reguluje postępowanie ze zwierzętami kręgowymi (domowymi, gospodarskimi, wykorzystywanymi do celów rozrywkowych, używanymi do doświadczeń, utrzymywanymi w ogrodach zoologicznych, wolno żyjącymi (dzikimi) i obcymi rodzimej faunie). Regulacje te sprowadzają się do ograniczenia cierpienia zadawanego zwierzętom, a związanego z ich wykorzystywaniem przez ludzi. Art. 1 ust. 1 tej ustawy mówi, że zwierzę, jako istota żyjąca, zdolna do odczuwania cierpienia, nie jest rzeczą. Człowiek jest mu winien poszanowanie, ochronę i opiekę. Nie oznacza to jednak upodmiotowienia zwierząt w polskim ustawodawstwie, a jest jedynie oznaką ich ochrony. W art. 1 ust. 2 zapisano bowiem, iż w sprawach nieuregulowanych w ustawie do zwierząt stosuje się odpowiednio przepisy dotyczące rzeczy. Za umyślne, bezprawne zabijanie zwierząt i znęcanie się nad nimi grozi kara pozbawienia wolności do lat 3, za szczególne okrucieństwo – pozbawienie wolności od 3 miesięcy do lat 5; jednocześnie możliwa jest także odpowiedzialność za zniszczenie mienia, jeśli sprawca czynu nie jest właścicielem zwierzęcia. Nieumyślne zabicie cudzego zwierzęcia stanowi co do zasady wyłącznie delikt cywilny. Inne naruszenia ustawy, w tym zakazu prowadzenia pseudohodowli, podlegają karze aresztu albo grzywny, albo tylko grzywny. Eksperymenty na zwierzętach są dopuszczalne z ograniczeniami przewidzianymi w ustawie z 2015 r. Według art. 5 doświadczenia takie dopuszczalne są tylko wtedy, gdy nie można zastosować metody badawczej zapewniającej osiągnięcie celów badawczych bez wykorzystania zwierząt, liczba wykorzystywanych w nich zwierząt została ograniczona do poziomu niezbędnego do osiągnięcia celów, wykorzystywane zwierzęta są utrzymywane w warunkach odpowiednich dla ich gatunku, a metody badawcze zastosowane w procedurach zostały wybrane tak, aby ograniczały do minimum albo eliminowały ból, cierpienie, dystres lub możliwość trwałego uszkodzenia organizmu tych zwierząt. Naruszenie warunków podlega grzywnie, karze ograniczenia wolności albo pozbawienia wolności do lat 2, uśmiercanie takich zwierząt – karze pozbawienia wolności do lat 3 (art. 66). Ustawa z 2004 r. reguluje ochronę zdrowia zwierząt. Przepisy rozdziału XXII kodeksu karnego o przestępstwach przeciwko środowisku również odnoszą się do zwierząt. W Polsce od 23 kwietnia 1928 roku do 24 października 1997 roku obowiązywało Rozporządzenie Prezydenta Rzeczypospolitej z dnia 22 marca 1928 r. o ochronie zwierząt, które zastąpiła ustawa z 1997 roku. 18 września 2020 roku Sejm uchwalił nowelizację ustawy o ochronie zwierząt (tzw. Piątka dla zwierząt), która m.in. wprowadza zakaz hodowli zwierząt na futra i występowania zwierząt w cyrkach oraz ograniczenie uboju rytualnego tylko do potrzeb krajowych związków wyznaniowych. Ustawa stała się jedną z przyczyn sporu w koalicji rządowej (przeciwko ustawie w Sejmie głosowali posłowie z ramienia koalicyjnej partii Solidarna Polska, a politycy partii Porozumienie w większości wstrzymali się od głosu) oraz sporu w części opozycji (przeciw ustawie są politycy klubu parlamentarnego Polskiego Stronnictwa Ludowego-Koalicji Polskiej) stanowiącej większość senacką.

#### Współczesny ruch na rzecz praw zwierząt

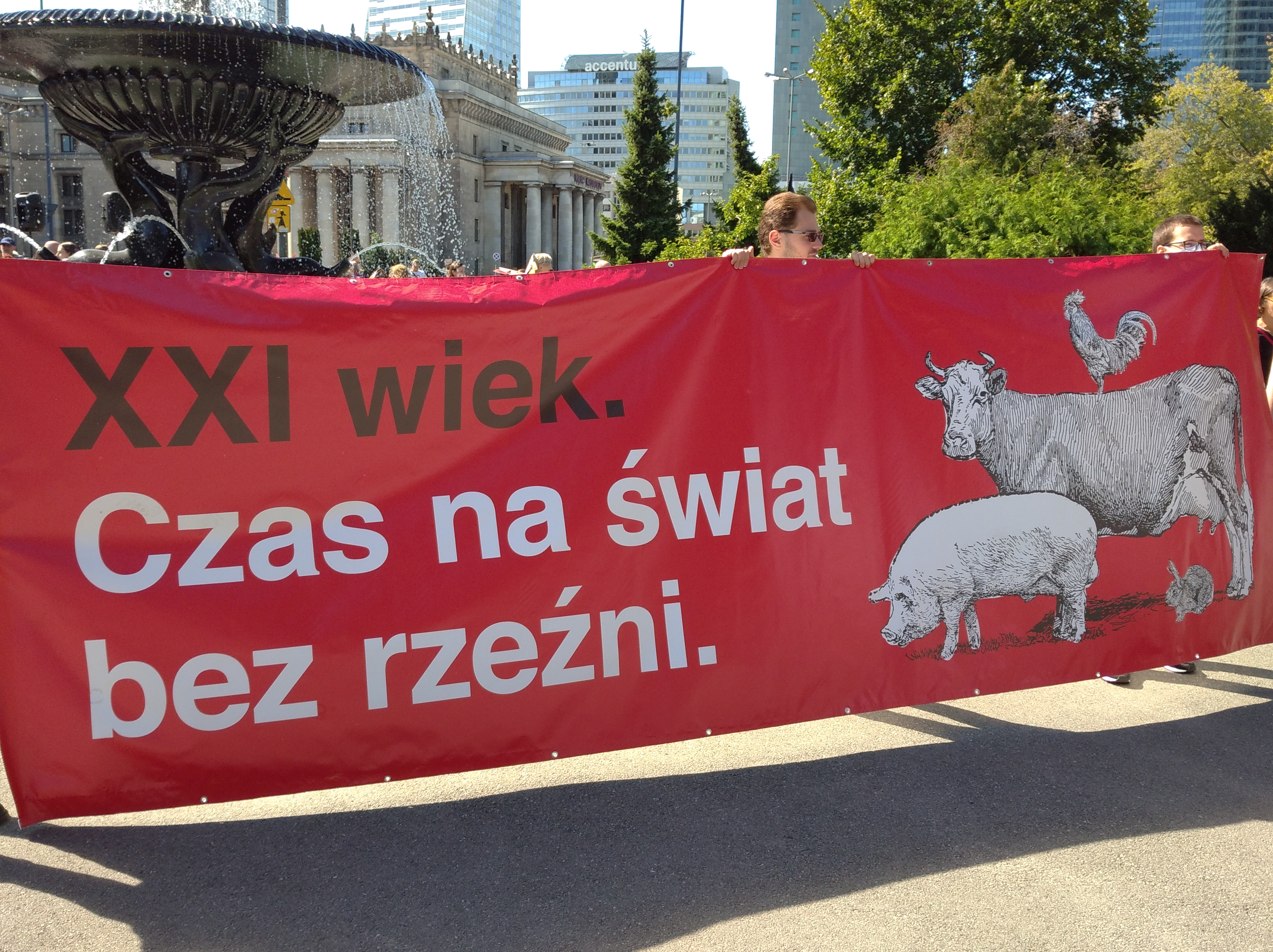
Transparent niesiony w trakcie Marszu Wyzwolenia Zwierząt w Warszawie, 4 września 2021

Współczesny ruch na rzecz ochrony zwierząt obiera różnorodne metody działania, m.in. pokojowe pikiety, happeningi, kampanie informacyjne, organizacja bojkotu firm, lobbing na rzecz zmian prawnych. Istnieje jednak grupa aktywistów, którzy swoją działalność opierają na tzw. akcjach bezpośrednich, polegających na uwalnianiu zwierząt z miejsc, gdzie poddawane są cierpieniom (fermy, laboratoria), oraz na niszczeniu mienia (włamania, niszczenie wyrobów futrzarskich, podpalenia, zamachy bombowe). Akcje te w założeniu mają zwrócić uwagę opinii publicznej na problem praw zwierząt oraz spowodować realny uszczerbek finansowy firm wykorzystujących zwierzęta do eksperymentów. Według Animal Liberation Front (ALF) uwalnianie zwierząt nie jest kradzieżą, ponieważ uważa się zwierzęta za istoty wolne.
Z uwagi na negatywny odbiór akcji bezpośrednich przez część opinii publicznej w Stanach Zjednoczonych FBI ogłosiło, że traktuje Animal Liberation Front i Earth Liberation Front jako rodzime organizacje terrorystyczne. Wzbudziło to kontrowersje m.in. wśród organizacji broniących praw obywatelskich. Stwierdziły one, że rząd w sposób nieuprawniony rozszerza definicję terroryzmu i rozmywa ją.
W Holandii aktywiści prozwierzęcy założyli Partię na rzecz Zwierząt, prowadzącą kampanię w rozlicznych sprawach, od wymiaru kulistych akwariów po status euro. która zdobyła w 2017 r. pięć miejsc w parlamencie.

## Główne podejścia filozoficzne

### Wstęp
Istnieją dwa główne podejścia afirmatywne względem etyki zwierząt: utylitarystyczne i oparte na koncepcji praw. To pierwsze prezentowane jest przez Australijczyka Petera Singera, profesora bioetyki na Princeton University. Drugie z kolei prezentują Tom Regan, emerytowany profesor North Carolina State University, i Gary Francione, profesor prawa i filozofii na Rutgers School of Law-Newark. Różnice między nimi wynikają z przyjętych założeń filozoficznych. Singer jest głosicielem filozofii, zgodnie z którą etyczność czynu ocenia się na podstawie jego konsekwencji (konsekwencjalizm, teleologia, utylitaryzm). Zgodnie z tą teorią nie ma czynów wewnętrznie dobrych lub złych, ale ich ocena zależy od tego, jakie skutki przynoszą (w przypadku Singera chodzi o realizację utylitarystycznej zasady jak największego szczęścia jak największej liczby istot). I tak na przykład konsekwencjalista może argumentować, że kłamstwo jest złe dopiero wtedy, gdy przyczynia się do powiększenia ilości nieszczęścia na świecie. Z kolei przedstawiciele etyki deontologicznej (Regan, Francione i inni) stwierdziliby, że kłamstwo jest złe samo w sobie, bez względu na konsekwencje.

Nie jest aktem uprzejmości traktowanie zwierząt z szacunkiem. To akt sprawiedliwości.

Jeśli przełożymy to na debatę nad powinnościami ludzi wobec zwierząt, otrzymujemy następujące twierdzenia. I tak Singer uważa, że nie ma czegoś takiego jak prawa naturalne. Jednak używa języka praw, by pokazać, jak powinniśmy traktować jednostki – ludzi bądź zwierzęta. Australijczyk twierdzi, że gdy ważymy konsekwencje czynu, aby określić, czy był on dobry lub zły, powinniśmy stosować zasadę równego poszanowania interesów (ang. equal consideration to the interests). Innymi słowy, takie samo cierpienie człowieka i zwierzęcia powinno liczyć się tak samo, być tak samo istotne. Nie ma powodu, by uznawać, że jedno jest ważniejsze od drugiego. Z kolei podejście Regana i Francione nie opierają się na utylitarystycznej kalkulacji. Regan uważa, że zwierzęta są „podmiotami życia” (subjects of life), które posiadają prawa moralne i praw tych nie można ignorować. Francione zaś głosi, że zwierzęta mają jedno prawo moralne i potrzebują jednego prawa stanowionego – chodzi o prawo do tego, by nie były traktowane jak własność. Wszystkie pozostałe praktyczne wskazówki, jak ludzie mają postępować w stosunku do zwierząt, da się – twierdzi Francione – wyprowadzić z tej jednej zmiany paradygmatu.

### Podejście utylitarystyczne – Peter Singer
Ból i cierpienie są złe, bez względu na rasę, płeć czy gatunek istoty, która cierpi. To, jak ból jest zły, zależy od tego, jak jest intensywny i jak długo trwa; ale bóle o tej samej intensywności i czasie trwania są równie złe, bez względu na to, czy są odczuwane przez ludzi czy zwierzęta.

Peter Singer jest utylitarystą czynów, a dokładniej jeszcze utylitarystą preferencji. Oznacza to, że ocenia on słuszność czynu na podstawie jego konsekwencji, a w szczególności na podstawie tego, do jakiego stopnia zaspokaja on preferencje zainteresowanych stron, maksymalizując szczęście i minimalizując ból. (od utylitaryzmu czynów odróżnia się utylitaryzmem zasad, który najpierw chce ustalić określone, ogólne zasady postępowania, a dopiero na ich podstawie oceniać, które z konkretnych czynów są dopuszczalne, a które nie). Według Singera nie ma podstaw moralnych, by nie uznawać zasady równego poszanowania interesów ludzi i nie-ludzi. Nie ma znaczącej różnicy, która pozwoliłaby uznać, że wszyscy ludzie posiadają prawa, a żadnym zwierzętom (w tym np. hodowlanym) one nie przysługują. Gdybyśmy chcieli pozbawić wszystkie zwierzęta wszelkiej ochrony, kierując się sprawiedliwością, a nie arbitralnymi (zatem nieetycznymi) pobudkami (szowinizm gatunkowy), to musielibyśmy przynajmniej części ludzi także odebrać prawa. Singer wymienia tu m.in. noworodki czy ludzi z ciężkim uszkodzeniem mózgu, którzy niczym poza przynależnością gatunkową nie różnią się od zwierząt w istotnych moralnie kwestiach; a jednak – zauważa filozof – traktuje się ich w zupełnie inny sposób. Jeśli więc nie jesteśmy skłonni odebrać tym przedstawicielom Homo sapiens praw, to musimy pozwolić, by przynajmniej części zwierząt przysługiwała ochrona taka jak im. Jest to tzw. argument z sytuacji skrajnych [ang. argument from marginal cases].
Naczelna zasada równości nie wymaga, byśmy traktowali ludzi i zwierzęta identycznie – choćby z tego powodu, że mamy inne potrzeby. I tak na przykład owcy nie przydadzą się na nic prawa wyborcze, ale z pewnością – tak samo jak ludzie – docenią one ochronę przed okrucieństwem i torturami. Zarówno owca, jak i człowiek mają interes w tym, by nie być np. kopanymi czy okładanymi metalowymi prętami, ponieważ będą cierpieć. I nie ma logicznych podstaw – uważa Singer – by do tych interesów nie przykładać takiej samej wagi.

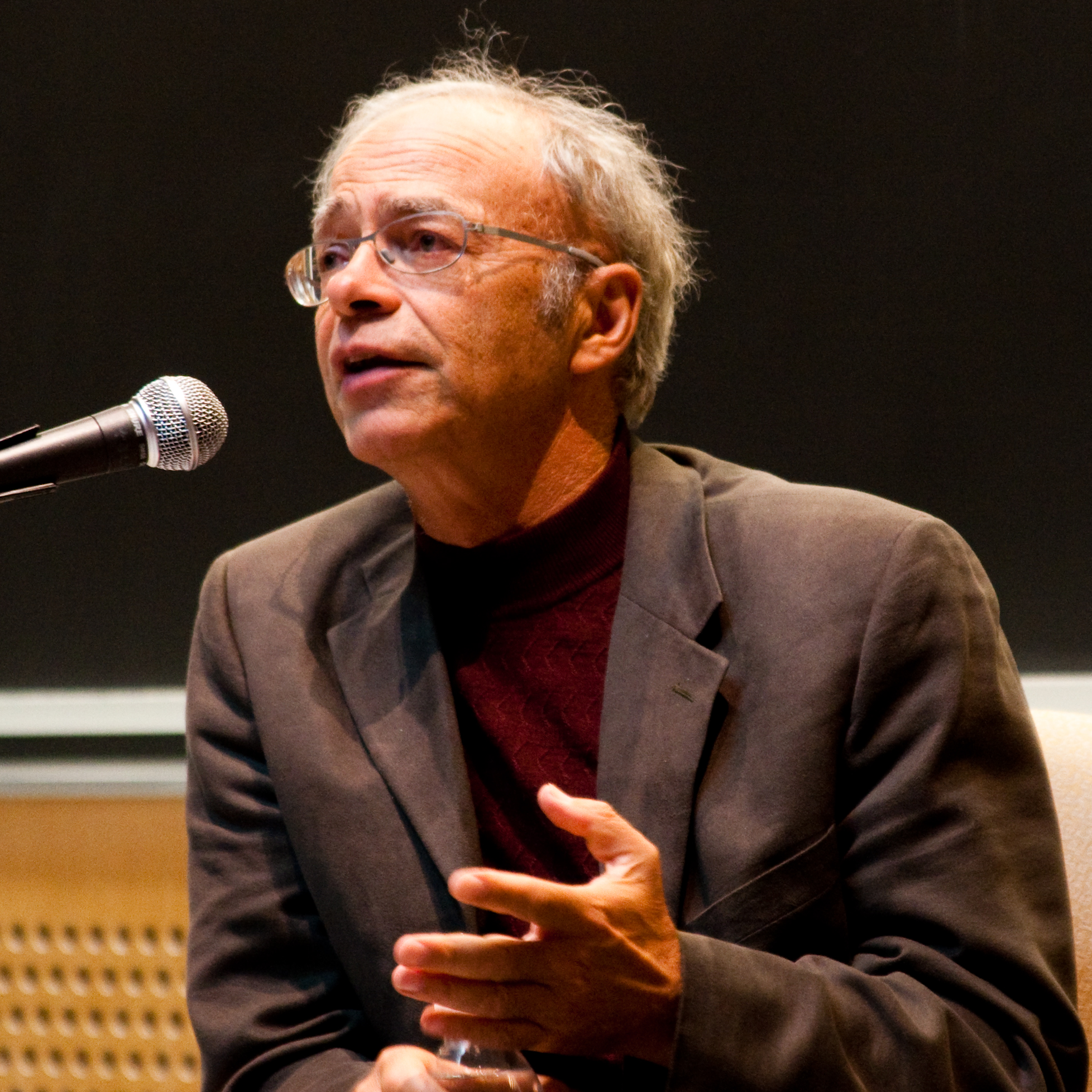
Peter Singer

#### Cierpienie zwierząt
Singer pisze, że co do zasady, uczestnicy dyskusji na temat praw zwierząt stojący po obu stronach barykady zaakceptowali twierdzenie, że zwierzęta są zdolne do odczuwania bólu i cierpienia. Nie zawsze tak jednak było. Filozof i profesor biologii Bernard Rollin zauważa, że aż do lat 80. XX wieku trwał silny wpływ filozofii Kartezjusza. Przed 1989 okiem weterynarzy w USA uczono, że mają ignorować ból, a co najmniej jedna duża klinika weterynaryjna w Stanach Zjednoczonych jeszcze w latach 60. nie używała środków przeciwbólowych, by złagodzić ból odczuwany przez zwierzęta – pisze Rollin. Dodaje też, że wielokrotnie w swoich kontaktach z naukowcami proszono go o „udowodnienie”, że zwierzęta są świadome i o dostarczenie „naukowo akceptowalnych” dowodów, że są one zdolne do odczuwania bólu. Zdaniem Singera w ciągu ostatnich kilku dekad publikacje naukowe jednoznacznie potwierdziły, że nie tylko ludzie są w stanie odczuwać ból i cierpienie. Część uczestników dyskusji argumentuje jednak, że cierpienie zwierząt może być mniejsze z tego tytułu, że nie są w stanie przewidywać nadchodzących wydarzeń w takim stopniu jak ludzie lub przypominać sobie przeszłych doświadczeń tak żywo jak ludzie. Jest to jednak argument kontrowersyjny, bo czasem (co widać choćby na przykładzie dzikich zwierząt złapanych w pułapkę) mniejsza zdolność do antycypacji może wpłynąć na zwiększenie stresu, strachu i co za tym idzie cierpienia. W ostatnim wydaniu „Wyzwolenia zwierząt” Singer cytuje wyniki badań, które wskazują, że emocje i uczucia zwierząt są zlokalizowane w międzymózgowiu, obszarze dobrze rozwiniętym u ssaków i ptaków. Filozof odwołuje się też do twierdzeń książki Richarda Sarjeanta „The Spectrum of Pain”.
Sarjeant pokazuje w niej, że anatomiczna złożoność kory mózgowej u zwierząt i ich budowa neuroanatomiczna są niemal identyczne jak u ludzi. Prowadzi go to do stwierdzenia, że „każda cząstka rzeczowych dowodów wspiera twierdzenie, iż wyższe ssaki doświadczają bólu co najmniej tak dotkliwego jak nasz własny. Powiedzenie, że czują mniej, ponieważ są zwierzętami niższymi, jest absurdem; można z łatwością pokazać, że wiele z ich zmysłów jest znacznie bardziej wrażliwych od naszych”.
Problem cierpienia zwierząt i ogólnie ich świadomości pojawił się dlatego, że zwierzęta nie posługują się zrozumiałym dla nas językiem. To z kolei prowadziło część naukowców do stwierdzenia, że nie jest możliwe określenie, kiedy i czy zwierzę cierpi. Singer stoi na stanowisku – odwołując się do tego poglądu – że nawet język nie daje nam absolutnej pewności, czy ktoś cierpi czy nie. Wszak ludzie mogą np. kłamać. Co więcej, niezależnie od tego, ból jest stanem wewnętrznym i jako taki może być wnioskowany jedynie na poziomie obserwacji zachowania (a tutaj już nie ma różnicy między nami a zwierzętami). Żyjący na przełomie XIX i XX wieku austriacki filozof i logik Ludwig Wittgenstein argumentował, że jeśli ktoś krzyczy, kurczowo chwyta części swojego ciała, cicho jęczy albo nie jest zdolny do działania, szczególnie po wydarzeniu, które jak uważamy może powodować ból u nas, to wtedy możemy z dużą dawką prawdopodobieństwa orzec, że musi odczuwać ból. Singer podkreśla, że nie ma racjonalnych podstaw, by uznać, iż zachowania znamionujące ból u zwierząt i ludzi oznaczają co innego.

#### Równość jako zalecenie, nie fakt
Singer stoi na stanowisku, że równość między ludźmi nie ma uzasadnienia w stanie faktycznym, lecz ma charakter normatywny. W rzeczywistości ludzie różnią się pod bardzo wieloma względami. Gdyby np. idea równouprawnienia płci opierała się na idei, że mężczyźni i kobiety są potencjalnie równie inteligentni, to gdyby okazało się, że jest to założenie fałszywe, musielibyśmy porzucić równouprawnienie. Równość między ludźmi nie ma jednak charakteru opisowego, lecz normatywny. Nie jest stwierdzeniem faktu, lecz jest moralną ideą, jak być powinno. Profesor bioetyki przywołuje tutaj jednego z autorów Amerykańskiej Deklaracji Niepodległości, prezydenta Stanów Zjednoczonych Thomasa Jeffersona, który stwierdził: „Choć Sir Isaac Newton przewyższał innych pod względem rozumu, nie czyniło go to panem cudzej własności czy innych osób”.

Bez względu na to, jaka jest natura istoty, zasada równości wymaga, by jej cierpienie było uznawane na równi z podobnymi cierpieniami – tak dalece, jak można je z grubsza porównać – innych istot. Jeśli istota nie jest zdolna do cierpienia czy doświadczania uczucia przyjemności lub szczęścia, nie ma nic do wzięcia pod uwagę. Dlatego właśnie granica odczuwania (...) jest jedyną dającą się obronić granicą troski o interesy innych.

#### Skutki praktyczne
Filozofia Singera pociąga za sobą daleko idące skutki praktyczne. Dotyczą one naszej diety (wegetarianizm), sposobu ubierania (rezygnacja z futer, skór etc.), spędzania wolnego czasu (zakaz polowań, wędkarstwa, rezygnacja z wykorzystywania zwierząt w rozrywce), czy prowadzenia badań naukowych (zakaz przeprowadzania testów na zwierzętach). Gdybyśmy byli zdolni spełnić te postulaty, „ogólna ilość powodowanego cierpienia byłaby o wiele mniejsza; o tak wiele, że trudno sobie wyobrazić, by jakakolwiek inna zmiana w naszym moralnym odniesieniu mogła spowodować tak dużą redukcję ogólnej sumy cierpienia we wszechświecie”. Singer – jako utylitarysta – w sytuacjach nadzwyczajnych (np. wybór śmierci jednostki lub śmierci tysiąca podmiotów moralnych) dopuszcza wyjątki. Jednak zasady ogólne (np. zasada równego poszanowania interesów) i wyprowadzane na ich podstawie szczegółowe wskazania dotyczące traktowania zwierząt powinny obowiązywać – według Australijczyka – wszystkich ludzi w normalnych okolicznościach.

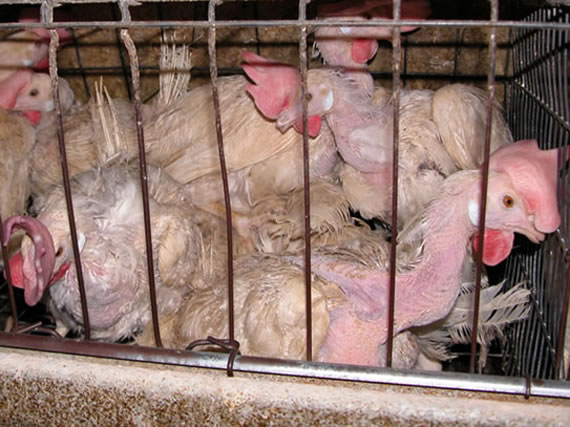
Hodowla klatkowa kur

Singer odpiera też w swoich książkach podstawowe zarzuty pojawiające się w dyskusji o prawach zwierząt. Jeden z najpowszechniejszych brzmi: zwierzęta zjadają się nawzajem, dlaczego więc my nie mielibyśmy ich zjadać. To myślenie w kategoriach darwinistycznych, według naturalnego prawa, które głosi, że silniejsi zjadają słabszych. Zdaniem Australijczyka takie rozumowanie obciążone jest dwoma błędami. Pierwszy (rzeczowy) tkwi w założeniu, że spożywanie przez nas mięsa jest częścią „naturalnego procesu ewolucji”. To mogłoby być prawdziwe dla pewnych odizolowanych kultur łowieckich, ale na pewno nie ma nic wspólnego z masową produkcją żywności na fermach przemysłowych – uważa. „Załóżmy jednak, że polowaliśmy na nasz pokarm i była to część jakiegoś naturalnego procesu ewolucyjnego. Nadal będzie błąd w założeniu, że ponieważ proces ten jest naturalny, jest dobry”.
„Ludzie mają pierwszeństwo” – tak w największym skrócie można streścić kolejny argument przeciwników idei praw zwierząt. Skoro na ziemi setki milionów ludzi głodują, a kilkadziesiąt tysięcy umiera z głodu każdego dnia; skoro wciąż na całym świecie trwają wojny i niepokoje; skoro miliardy żyją poniżej progu ubóstwa, odłóżmy sprawę praw zwierząt ad acta. „Nikt oczywiście nie dysponuje nieograniczonym czasem i energią, a poświęcenie ich jednej sprawie utrudnia zajęcie się inną, ale nic nie stoi na przeszkodzie, by ktoś poświęcający je sprawom ludzi przyłączył się do bojkotu okrutnego agrobiznesu. Posiłki wegetariańskie zajmują tyle samo czasu co mięsne. A nawet (…) troska o ochronę środowiska – polepszająca także byt ludzi – wręcz nakazuje wegetarianizm” – zwraca uwagę autor „Wyzwolenia zwierząt”.
Krytycy Singera podnoszący głos w tej dyskusji nierzadko twierdzą, że nie powinniśmy kwestionować warunków np. hodowli przemysłowej, bo na wolności zwierzęta również nie mają łatwego życia. Takie zdanie mogą być wypowiadane tylko przez kogoś, kto nigdy nie był we współczesnym kurniku, gdzie upchane w klatkach do granic możliwości kury nioski mają do dyspozycji przestrzeń tak małą, że mogą co najwyżej pomarzyć o rozłożeniu skrzydeł; gdzie nie mogą realizować swoich naturalnych potrzeb, żyją w nieustannej nudzie i cierpieniu, gdyż druciane pręty klatek wrzynają im się w łapy – twierdzi Singer i na stronach „Wyzwolenia zwierząt” dokonuje drobiazgowego przeglądu metod hodowli.
Singer nie kwestionuje faktu, że zmiany wymagane przez ruch praw zwierząt są bardzo duże. Jednak podkreśla, że ewentualne komplikacje związane z transformacją (tak osobiste, jak i społeczne, np. zmiana sposobu gospodarowania) będą jednorazowe, zaś gdyby do nich nie doszło, cierpienie zwierząt nie miałoby końca. Dlatego właśnie po sprawiedliwym rozważeniu interesów trzeba opowiedzieć się za przekształceniem naszego postępowania i zmianą zwyczajów – uważa Australijczyk.

### Podejście oparte na prawach

#### Tom Regan i „podmioty życia”
Filozofia praw zwierząt opowiada się po stronie, a nie przeciwko sprawiedliwości. Nie możemy łamać praw nielicznych tak, by zyskali liczni. Niewolnictwo na to pozwala, praca dzieci na to pozwala, wszystkie niesprawiedliwe instytucje społeczne na to pozwalają, ale nie filozofia praw zwierząt, której najwyższą zasadą jest zasada sprawiedliwości.

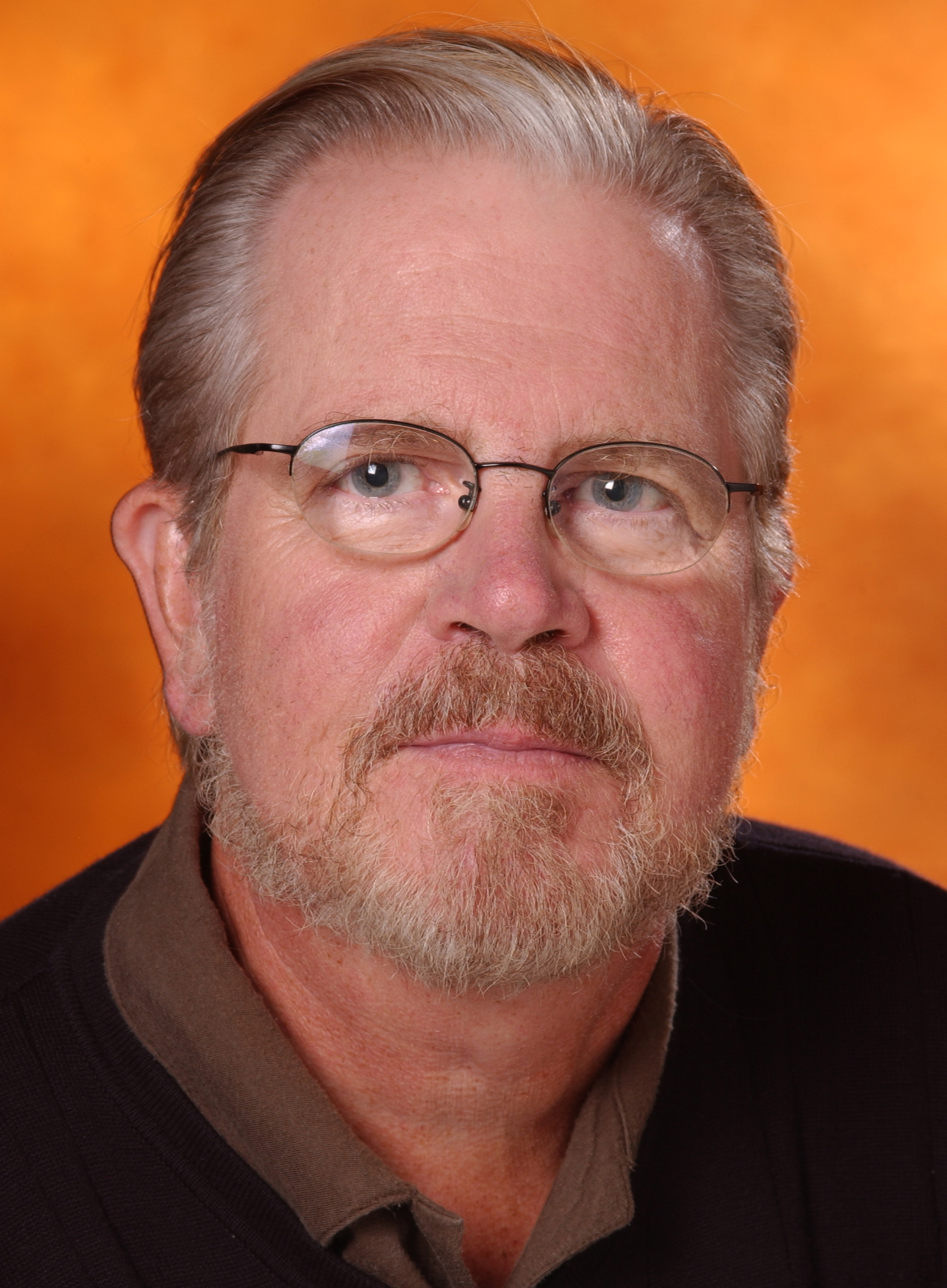
Tom Regan: zwierzęta są podmiotami życia.

Tom Regan w klasycznej już książce „The Case for Animal Rights” i swoich późniejszych pracach dowodzi, że zwierzęta są „podmiotami życia” i jako takie są nosicielami praw. Argumentuje on, że ponieważ prawa moralne przyznano ludziom na podstawie ich zdolności poznawczych i ponieważ te zdolności posiada także część zwierząt, to takie zwierzęta muszą mieć identyczne prawa moralne jak ludzie. Tylko ludzie są zdolni do wydawania sądów moralnych, czyli są podmiotami moralnymi (ang. moral agents). Niektórzy z nich (np. noworodki, ludzie upośledzeni umysłowo itd.) nie mają jednak tego statusu, będąc jedynie beneficjentami norm moralnych (ang. moral patients). Skoro jednak beneficjentom norm moralnym przysługuje ochrona ich praw, a część zwierząt bez wątpienia zasługuje na status beneficjenta norm moralnych, to należy im się taka ochrona jak ludziom. Innymi słowy, zwierzęta dla Regana mają (tak jak ludzie) wewnętrzną wartość, która sprawia, że nie mogą być traktowane jedynie jako środek do celu, ale jako cel sam w sobie. Ludzie mają więc „bezpośrednie obowiązki” (ang. direct duty) wobec zwierząt. Najważniejsze z nich to niezabijanie zwierząt i niekrzywdzenie ich. Według amerykańskiego filozofa ochrona ta nie przysługuje wszystkim bez wyjątku zwierzętom (niewiele wiemy np. o możliwej świadomości małży), ale na pewno obejmuje „podmioty życia”, a za takie Regan uważa wszystkie ssaki starsze niż rok.
O ile Petera Singera zajmuje głównie chęć dobrostanu zwierząt (animal welfare) i przyjmuje on, że w niektórych hipotetycznych sytuacjach zwierzęta mogą być wykorzystywane przez człowieka, o tyle Regan uważa, że podmioty życia powinny być traktowane tak jak ludzie. Przeformułowuje imperatyw kategoryczny Kanta i rozszerza go. O ile dla niemieckiego filozofa jedynie ludzi powinniśmy zawsze traktować jako cel sam w sobie, a nigdy jako środek do celu, o tyle dla Amerykanina obowiązek ten dotyczy wszystkich podmiotów życia.

#### Gary L. Francione i abolicjonizm

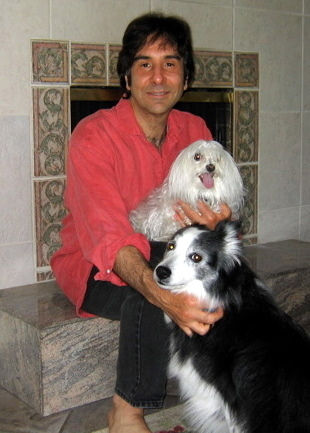
Gary Francione

Abolicjonizm jest koncepcją mieszczącą się w ramach podejścia opartego na prawach. Idea ta głosi jednak, że potrzebne jest tylko jedno prawo: prawo do niebycia własnością. Abolicjoniści stoją na stanowisku, że kluczem do zmniejszenia cierpienia zwierząt jest uznanie, że posiadanie na własność czujących istot jest niesprawiedliwe i musi być zakazane. Najbardziej znanym głosicielem tego poglądu jest amerykański profesor filozofii i prawa Gary L. Francione, wykładowca Rutgers School of Law-Newark. Według niego skoncentrowanie się na samym tylko dobrostanem zwierząt może pogorszyć ich sytuację, bo umacnia myślenie o nich w kategoriach własności i sprawia, że ludzie nie odczuwają dyskomfortu, wykorzystując je. Francione określa myślicieli i organizacje podnoszące kwestię dobrostanu zwierząt (np. People for the Ethical Treatment of Animals) mianem „new welfarists”, wskazując tym samym, że bliżej im do stanowiska XIX-wiecznych aktywistów niż do współczesnego ruchu na działającego na rzecz zwierząt. Z całą siłą podkreśla on różnicę między ruchem abolicjonistycznym a ruchem dążącym jedynie do poprawy sposobu traktowania zwierząt. „New welfarists” godzą się na wykorzystywanie zwierząt, o ile nie dzieje im się krzywda; abolicjoniści nie godzą się na wykorzystywanie zwierząt do ludzkich celów nawet wtedy, gdy są one dobrze traktowane. Abolicjonizm zwierzęcy ma bardzo wiele wspólnego z abolicjonizmem w dziewiętnastowiecznych Stanach Zjednoczonych, w tym najważniejsze jego twierdzenie – że niewolnictwo jest złem, nawet jeśli nie oznacza automatycznie okrucieństwa, cierpienia i śmierci. Francione wielokrotnie podkreśla, że nie ma czegoś takiego jak współczujące wykorzystywanie, jest po prostu wykorzystywanie. „Twoje <<współczucie>> sprawi, że będziesz czuł się lepiej, wciąż wykorzystując zwierzęta. <<Współczujące>> wykorzystywanie nie ma nic wspólnego z wymogami sprawiedliwości, jaką jesteśmy winni zwierzętom” – pisze. „Humanitarne wykorzystywanie” określa jako nonsens i fantazję; jest ono błędnym założeniem, tak samo jak błędnym założeniem jest mówienie o „współczującym niewolnictwie” czy „współczującym ludobójstwie”.
Dla Francione warunkiem wystarczającym do włączenia zwierząt do społeczności moralnej jest posiadanie przez nie świadomości. Nie muszą one spełniać żadnych innych warunków, takich jak korzystanie z języka, samoświadomość czy racjonalne działanie.
„Bez wątpienia zgadzam się, że jest złem używanie naczelnych niebędących ludźmi do badań czy w cyrku albo zamykania ich w ogrodach zoologicznych czy wykorzystywania ich do jakichkolwiek innych celów. Ale odrzucam teorię opartą na „podobieństwie umysłów”, która uzależnia moralny status nie-ludzi od podobieństwa ich zdolności poznawczych do ludzi. Wykorzystywanie małp człekokształtnych niebędących ludźmi jest niemoralne z tego samego powodu, dla którego jest niemoralne rutynowe wykorzystywanie setek milionów myszy i szczurów w laboratoriach albo wykorzystywanie miliardów nie-ludzi, których zabijamy i zjadamy: wielkie małpy niebędące ludźmi i inne stworzenia niebędące ludźmi są tak jak my, świadome. Są świadome, odczuwają, potrafią cierpieć. Żadna inna cecha poza zdolnością do odczuwania nie jest wymagana do [przyznania] statutu osoby”.
Amerykanin używa także określenia „moralna schizofrenia” do opisu stosunku większości ludzi do zwierząt. Z jednej strony – wskazuje – wielu z nas żyje razem z nie-ludźmi pod jednym dachem, traktuje ich jak członków rodziny i nigdy nie wątpi w ich status nosicieli praw moralnych (np. zwierzęta domowe); z drugiej strony większość zwierząt (np. zwierzęta hodowlane) traktujemy jako rzeczy i odmawiamy im ochrony przed śmiercią i cierpieniem. Takie arbitralne rozróżnienie jest nieuprawnione i powinno zniknąć. Żeby jednak tego dokonać, żeby doszło do przełomu w naszym myśleniu o nie-ludziach, musimy przestać traktować ich jako rzeczy.
Abolicjoniści nie zgadzają się co do strategii, jaką należy zastosować w celu zniesienia kary śmierci. Podczas gdy niektórzy abolicjoniści, tacy jak profesor prawa Gary Francione, argumentują, że abolicjoniści powinni podnosić świadomość korzyści płynących z weganizmu (podkreślając również korzyści zdrowotne i środowiskowe) i edukować ludzi o tym, że weganizm jest imperatywem moralnym, inni uważają, że abolicjoniści powinni wyrażać w społeczeństwie żądanie zakazu wykorzystywania zwierząt i stworzyć społeczną debatę na ten temat, a czyniąc to, nie powinni używać argumentów dotyczących środowiska lub zdrowia. 

### Teologia zwierząt Andrew Linzeya
O ile na niwie filozofii rola pioniera przypada australijskiemu utylitaryście Peterowi Singerowi i książce „Wyzwolenie zwierząt”, zwanej często „biblią ruchu praw zwierząt”, o tyle na polu teologii chrześcijańskiej niekwestionowanym autorytetem jest wielebny Andrew Linzey – anglikański ksiądz, oksfordzki profesor i dyrektor Oxford Centre for Animal Ethics. Argumentuje on, że w obecnej sytuacji, przy obecnym poziomie wiedzy naukowej i możliwości zdrowszej substytucji produktów mięsnych, dieta roślinna jawi się zarówno jako moralna konieczność, jak i teologiczne dobro. 

Gdy już raz sobie uświadomimy, że satysfakcjonujące alternatywy dla białka zwierzęcego istnieją i są wystarczająco wydajne, by poradzić sobie ze zwiększonym zapotrzebowaniem na żywność, wtedy wegetarianizm staje się moralną koniecznością.

W swoich rozważaniach idzie jeszcze dalej niż większość filozofów świeckich twierdząc, że nie wystarczy równe poszanowanie interesów, ale potrzeba też otoczenia szczególną ochroną słabszych, w tym przypadku zwierząt. „Wzór zobowiązania ujawniony w Chrystusie nie odwołuje się do równości. Zobowiązanie jest zawsze i wszędzie po stronie »wyższego« poświęcającego się dla »niższego«; silnych, potężnych i bogatych, by ofiarowali tym, którzy są narażeni na zranienie, biedni, bezsilni” – pisze on.
Zdaniem duchownego trzeba zrezygnować z takich powszechnych praktyk jak testowanie leków na zwierzętach, polowania, przemysłowa hodowla zwierząt i jedzenie mięsa. Bo choć zachowanie status quo bez wątpienia jest dla ludzkości opłacalne, to nie jest moralne. Podobnie jak siła nie czyni racji, tak i osiągnięta korzyść, choćby nawet znaczna, nie jest usprawiedliwieniem dla wyzysku – uważa Linzey.
„Zbyt wiele osób chce mówić ogólnikami na temat hojności względem zwierząt, wciąż niszcząc ich siedliska, polując na nie dla sportu albo jedząc ich mięso. By docenić moralny zysk wynikający z zaprzestania wyzysku, musimy przyjąć szerszy punkt widzenia. Jeśli zapytamy, czy ludzkość straciła możliwość korzystania z nieuczciwie zdobytego zysku osiąganego dzięki rozprzestrzenionemu niewolnictwu, rasizmowi, seksizmowi, dostrzeżemy, że choć rzeczywiście był to zysk, bez ich poświęcenia moralny postęp byłby niemożliwy.” W praktyce oznacza to dla Linzeya wymóg przejścia na wegetarianizm, odrzucenie eksperymentów na zwierzętach i zaprzestanie wykorzystywania zwierząt w rozrywce.

## Stanowiska krytyczne względem ruchu praw zwierząt

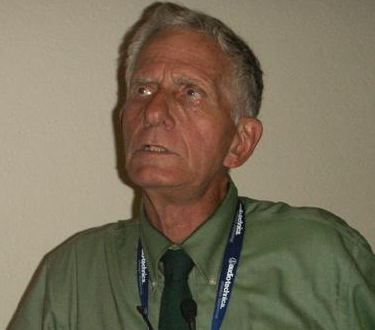
Carl Cohen

### Carl Cohen
Krytycy idei praw zwierząt, tacy jak np. profesor filozofii na University of Michigan i wykładowca University of Michigan Medical School Carl Cohen utrzymują, że posiadacze praw muszą być zdolni do rozróżnienia między swoimi interesami a tym, co jest słuszne. „Posiadacze praw muszą mieć zdolność pojmowania obowiązków obejmujących wszystkich, w tym ich samych. Stosując te zasady (...) muszą pojmować możliwe konflikty między tym, co leży w ich własnym interesie i tym, co jest słuszne. Tylko w społeczności istot zdolnych do samoograniczających sądów moralnych można odwoływać się do idei prawa”. Cohen odrzuca argument Singera, że skoro ludzie z uszkodzonym mózgiem nie są w stanie podejmować decyzji moralnych, zdolność ta nie może być użyta jako probierz tego, komu można przyznawać prawa. Zdaniem Cohena bowiem zdolności tej nie przyznaje się każdej istocie ludzkiej z osobna, ale członkom naszego gatunku w ogólności.

### Debata Posner-Singer

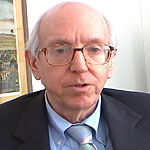
Sędzia Richard Posner

Na początku XXI wieku na łamach magazynu „Slate” doszło do debaty na temat praw zwierząt pomiędzy Peterem Singerem a sędzią sądu apelacyjnego w Chicago Richardem Posnerem. Według Posnera intuicja podpowiada, że ludzie preferują ludzi. „Jeśli pies zagraża ludzkiemu niemowlakowi, to nawet gdyby powstrzymanie go wymagało wywołania większego bólu, niż pies sprawiłby dziecku, stanęlibyśmy po stronie dziecka. Byłoby okrucieństwem oszczędzić psa” – argumentuje Posner. Singer replikuje, że typ moralnej intuicji, do której odwołuje się Posner, był w przeszłości używany do uzasadniania nierówności między płciami, osobami o odmiennej orientacji seksualnej czy kolorze skóry. Posner z kolei wskazuje, że zrównanie ludzi w prawach obywatelskich nie nastąpiło w wyniku argumentacji etycznej (jak według niego chciałby Australijczyk), ale dlatego, że pojawiły się fakty świadczące o tym, iż nie ma istotnej moralnie przesłanki, która pozwoliłaby na nierówne traktowanie ludzi ze względu na płeć, rasę czy orientację seksualną. Gdy więc podobne fakty pojawią się, jeśli chodzi o brak różnic między ludźmi i zwierzętami (czego na razie nie dostrzega), różnica w przyznanych im prawach także ulegnie zatarciu. Jednak dojdzie do tego – twierdzi sędzia – nie w wyniku argumentacji etycznej, która czasem jest sprzeczna z instynktem, ale na podstawie faktów, które będą „stymulować bardziej empatyczną reakcję na cierpienie zwierząt”.
Posner nazywa swoje stanowisko „miękkim utylitaryzmem” i przeciwstawia do „twardemu utylitaryzmowi” Singera. Sędzia stwierdza, że „miękki utylitaryzm” odzwierciedla intuicję wielu, najprawdopodobniej większości Amerykanów. Uznają oni, że zwierzęta odczuwają ból i że wywoływanie bólu bez potrzeby jest złe. Nic o znaczeniu praktycznym nie zostaje dodane do tej intuicji, jeśli ubierzemy ją w język filozofii – przekonuje prawnik w dyskusji. Przeciwnie – uważa – „gdy życzliwość wobec zwierząt jest podniesiona do rangi obowiązku i zaczyna się taką samą wagę przywiązywać do bólu odczuwanego przez ludzi i zwierzęta, otwiera się perspektywa dziwacznych pomysłów inżynierii społecznej”.
Singer odrzuca pomysł uzależnienia losu zwierząt od moralnej intuicji większości. Większość ma znaczenie tylko z perspektywy norm demokratycznych. „Nie ma żadnej wskazówki świadczącej o tym, że większość ma rację” – pisze Australijczyk. „Byłoby czymś dziwnym, gdyby demokratyczny rząd zabronił spożywania mięsa, jeśli większość obywateli optowałaby stale i silnie na rzecz jedzenia mięsa, ale to nie mówi nam niczego o słuszności lub błędności samego spożywania mięsa” – podsumowuje swoje stanowisko.

### Roger Scruton

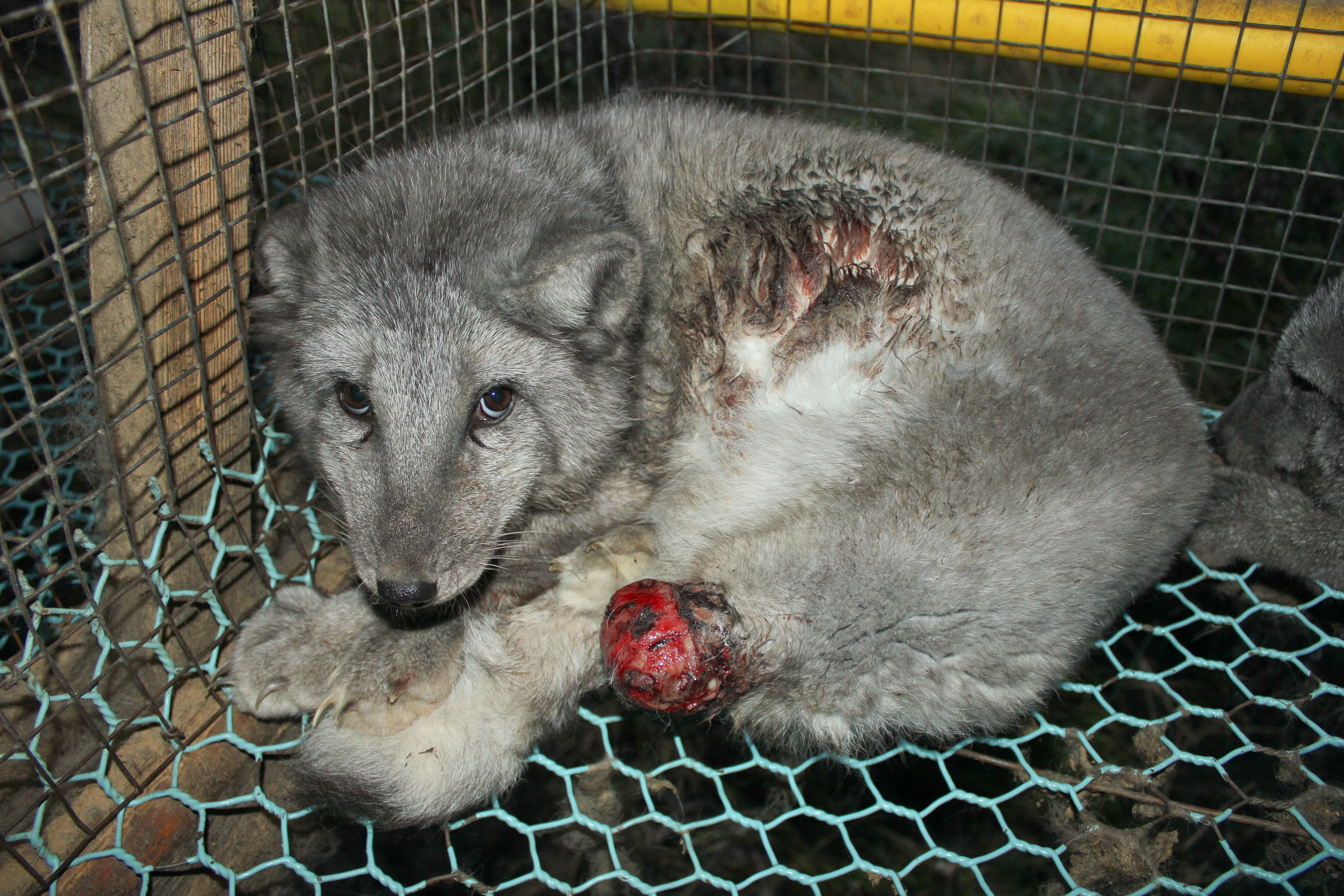
Ferma futrzarska w Finlandii

Brytyjski filozof Roger Scruton stoi na stanowisku, że z posiadaniem praw łączy się nałożenie zobowiązań na stronę, które te prawa posiada. Każde uprawnienie – pisze Brytyjczyk – nakłada ograniczenie na tego, kto nie posiada tego uprawnienia (np. prawo do życia nakłada na innych obowiązek niezabijania jego posiadacza). Skoro zwierzęta nie są w stanie być podmiotem obowiązków moralnych, to dyskusyjne jest także przyznanie im praw – ocenia Scruton. Oskarża on zarazem filozofów takich jak Singer czy Francione o przednaukową antropomorfizację, podobną do tej z książek autorstwa Beatrix Potter.
Krytykuje utylitaryzm jako filozofię, która pozwala uzasadnić niemal każde postępowanie. Odrzuca też twierdzenie, że przy podejmowaniu decyzji moralnych należy brać pod uwagę interesy wszystkich zainteresowanych stron. Wystarczy, że ograniczymy się do tego, byśmy nie przywiązywali szczególnej wagi do naszych interesów. Jednak „abstrahowanie od moich interesów nie oznacza brania pod uwagę twoich”.
Krytycy Scrutona wskazują, że taki punkt widzenia prowadzi do praktycznej schizofrenii moralnej. Z jednej bowiem strony krytykuje on wegetarianizm, z drugiej uważa, że zwierzęta hodowlane (np. świnie) nie powinny być źle traktowane, bo narusza to obowiązek opieki nad nimi.
Brytyjczyk ucieka się także do osobistych ataków na dyskutantów. Wskazuje, że ogromny wpływ, jaki na współczesną filozofię wywarł Singer, dokonał się „kosztem filozofii”. „Koniec końców uważało się, że Mao był najbardziej wpływowym żyjącym poetą, a Hitler najbardziej wpływowym malarzem” – komentuje fakt określenia Australijczyka „najbardziej wpływowym żyjącym filozofem”.